# Corniglio
Corniglio (Cornì in dialetto parmigiano) è un comune italiano di 1 769 abitanti della provincia di Parma in Emilia-Romagna. Fa parte del Parco Nazionale dell'Appennino Tosco-Emiliano.

## Geografia fisica

### Dintorni
Ubicato alla fine dell'Emilia e confinante con la Regione Toscana, alla quale si accede tramite il Passo del Cirone, Corniglio si posiziona strategicamente sia verso il mare (85 km per le Cinque Terre) che verso gli impianti sciistici di Schia (25 km) e Prato Spilla (30 km).
A circa 15 km da Corniglio, nel cuore del Parco nazionale dell'Appennino Tosco-Emiliano, si può raggiungere il Rifugio Lagdei dal quale, per sentiero o tramite seggiovia, si può arrivare ad uno dei più suggestivi laghi del parco, il Lago Santo.

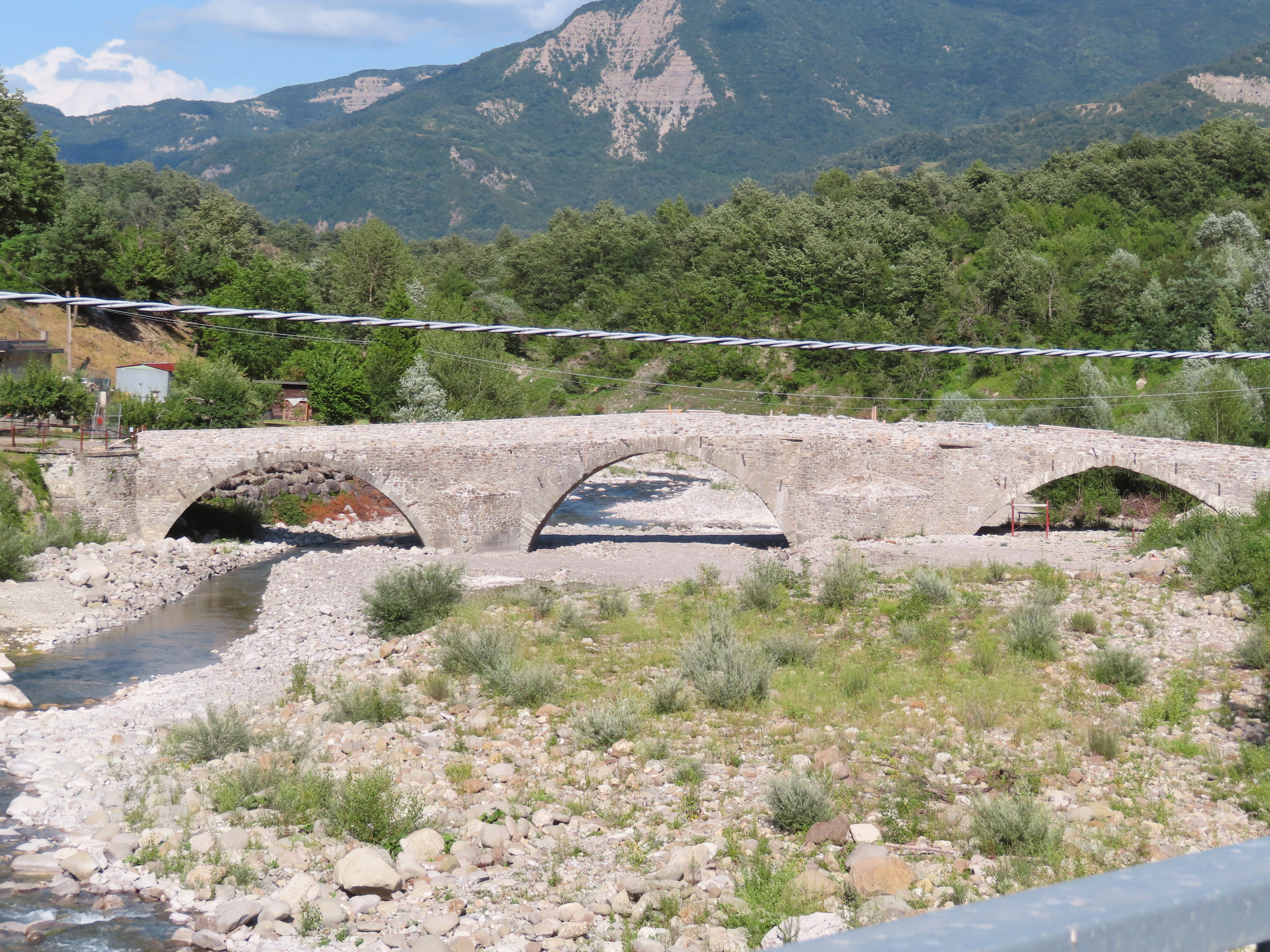
Ponte Romano

A valle del paese si può incontrare il cosiddetto Ponte Romano, a tre campate, un manufatto interessante, sicuramente molto antico. Il paese inoltre comprende le frazioni di Lago, di origine incerta ma sicuramente antica, della Rola, e di Ca' Pussini, più moderna, costruita negli anni '70.
A sudest del paese è possibile notare la grande frana, della "La Lama", avente un'estensione di ben 200.09 ettari. Tale frana ha avuto almeno quattro riattivazioni ufficialmente documentate: la prima nel 1612, la seconda nel 1740, la terza nel 1902 (descritta dettagliatamente da Roberto Almagià) e l'ultima nel 1996. Un'altra riattivazione risale al XVI secolo, della quale però non esistono documenti ufficiali ma solamente una testimonianza anonima.
È il quarto comune della provincia di Parma per estensione, davanti a Borgo Val di Taro (151,49 km²) e dietro a Bedonia (169,56 km²).

### Ambiente
Il territorio del Comune presenta numerose e suggestive cime appenniniche, ad esempio il Monte Tavola, il Monte Orsaro, il Monte Fosco, il Monte Marmagna, il Monte Aquila, il Monte Aquilotto, il Monte Brusa, il Monte Paitino, il Monte Braiola.
Presenti anche numerosi laghi, quali: il Lago Santo, il Lago Pradaccio (all’interno della Riserva naturale “Guadine-Pradaccio”), il Lago Gemio inferiore, il Lago Gemio superiore, il Lago Scuro e il Lago Bicchiere.
Dall’Appennino cornigliese nascono poi i quattro rami principali del Torrente Parma. Il torrente nasce dal Lago Santo (Parma di Lago Santo, 4º ramo principale) e dai laghi Gemio e Scuro (Parma dei Lagoni, 1º ramo principale), che si uniscono a monte dell'abitato di Bosco di Corniglio. Nella Parma dei Lagoni confluiscono la Parma di Badignana (2° ramo principale) ed il torrente Parma di Francia o Parma delle Guadine, che rappresenta il 3º ramo principale. Più verso valle, ad altezza di Corniglio, riceve le acque del Torrente Bratica, che nasce dalle pendici del Monte Navert.

## Storia

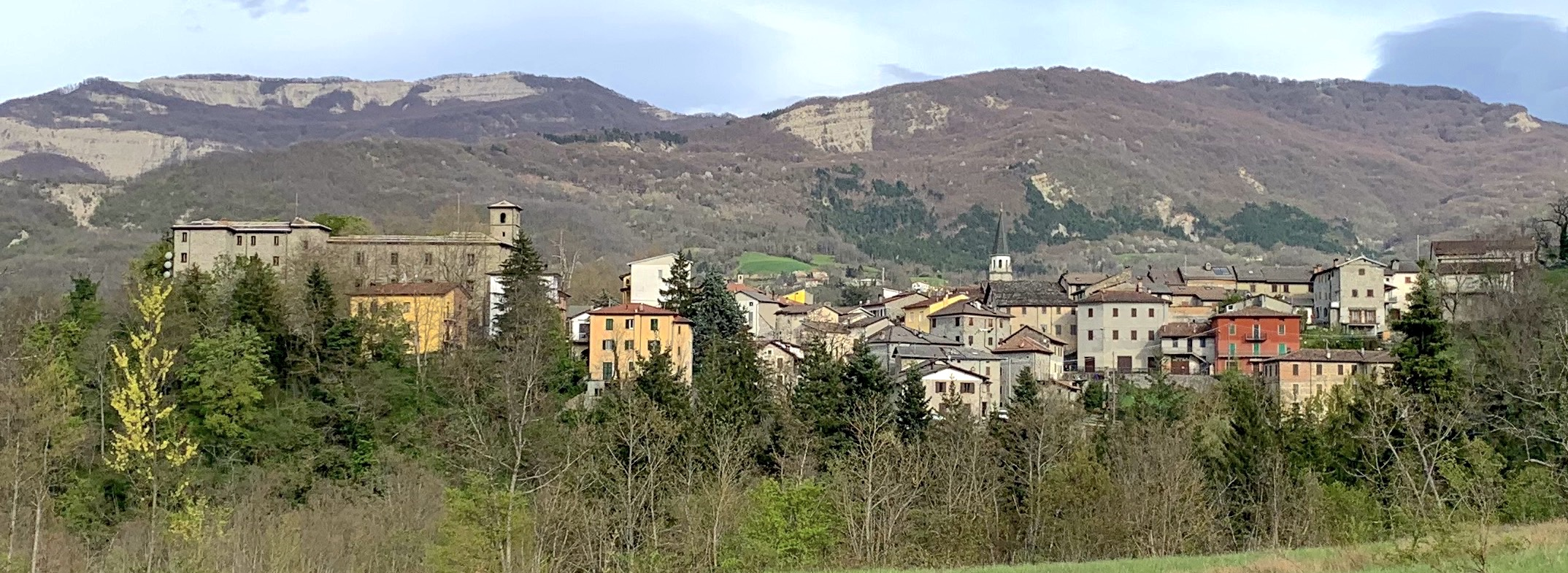
Veduta di Corniglio

Corniglio è posto su un promontorio che domina le valli dei torrenti Bratica e Parma; si è sviluppato in origine grazie alla sua posizione, un tempo strategica, intorno alla rocca che si erge al centro del monte su cui si estende il paese. Stando alla leggenda, sembra che il paese sia stato fatto edificare dal generale romano Tito Cornelio Balbo nel 71 a.C. per affermare il dominio romano sull'Appennino Tosco-Emiliano, luogo in cui, fino a un secolo prima, abitavano i liguri. Stando a tale leggenda, fece edificare ben tre villaggi fortificati: Titianus, Cornelius, Balbonis, che, in seguito alle trasformazioni fonetiche della lingua, si sarebbero modificati negli odierni Tizzano, Corniglio e Ballone. La località è citata ufficialmente per la prima volta nell'894: "curtem de Cornialum in finibus Tusciae".
La sua conformazione denuncia effettivamente un'origine medievale e diversi portali oggi visibili potrebbero risalire al Cinquecento , con architravi scolpiti, forse di reimpiego però, magari dallo stesso castello. La via principale è inoltre in linea con un accesso al fortilizio. Questo si erge a fianco di uno slargo con fontana, centro della vita del paese, e appare solo in minima parte conservato nelle forme d'origine. Sicuramente un tempo era completamente cinto da mura e tuttora la base di quelle conservate appare comunque possente. Resta anche un baluardo circolare, all'angolo del perimetro murario settentrionale, di origine verosimilmente cinquecentesca. La spianata sommitale è ora occupata da edifici recenti che ospitano gli uffici comunali e da un oratorio dedicato ai santi Lucio ed Amanzio in forma di tempio classico, risalente all'Ottocento. Ogni costruzione medievale in elevazione è scomparsa.
L'area dell'alta Val Parma divenne sede delle guerre tra Bizantini e Longobardi che combatterono una vera e propria guerra di alta quota tra la Cisa ed il Lagastrello utilizzando la strada del Passo del Cirone come collegamento tra la linea principale del limes bizantino e Corniglio, che sarebbe stato, secondo Ubaldo Formentini nel suo “Scavi e ricerche sul limes bizantino nell'Appennino lunense-parmense”, un avamposto entro le linee longobarde, collegato a Filattiera mediante una strada fortificata.
La prima menzione ufficiale del castello risale al 6 febbraio 1240, quando Guglielmo de Egidiis sentenzia contro il vescovo di Parma, Martino, e il potente casato dei Platoni di Val di Taro; sono nominate in essa certe terre di Val di Parma ed una casa situata "in Castro Cornilii" ed una salda posta "juxta foveam castri Cornilii". 
Si presume che Corniglio fosse antico feudo (dopo il mille). La zona fu oggetto di contesa tra le città comunali di Parma e Piacenza, ma tornò nel 1221 a Parma. Se non già prima eretto, il castello lo avrebbe potuto essere stato in queste occasioni. Parte dei possessi vescovili, a metà del Trecento passò dal vescovo Ugolino Rossi a suo fratello Rolando a compensazione di un ingente debito con lui contratto. A fine Quattrocento, dopo la caduta dei conti Rossi che si opponevano - con Pietro Maria - a Ludovico il Moro, anche questo castello passò di mano, per tornare ai Rossi ai primi del Cinquecento (qui morì infatti Filippo Maria de' Rossi, nel 1529).
Il Castello di Corniglio è rappresentato nella Camera d'Oro del Castello di Torrechiara, anch'esso di proprietà dei Rossi.
Dopo la costituzione del ducato farnesiano di Parma sotto il controllo della famiglia Farnese, nel 1545, e nel 1619 Ranuccio Farnese fece emanare una sentenza che gli permettesse di tenersi “il castello di Corniglio in tutta coscienza”, facendo così passare il castello tra i beni ducali. Nel 1820 in questo, per concessione di Maria Luigia d’Austria, vennero insediate la podesteria, la pretura, la casermetta dei dragoni e la prigione. Dal 1860 è sede del palazzo comunale.

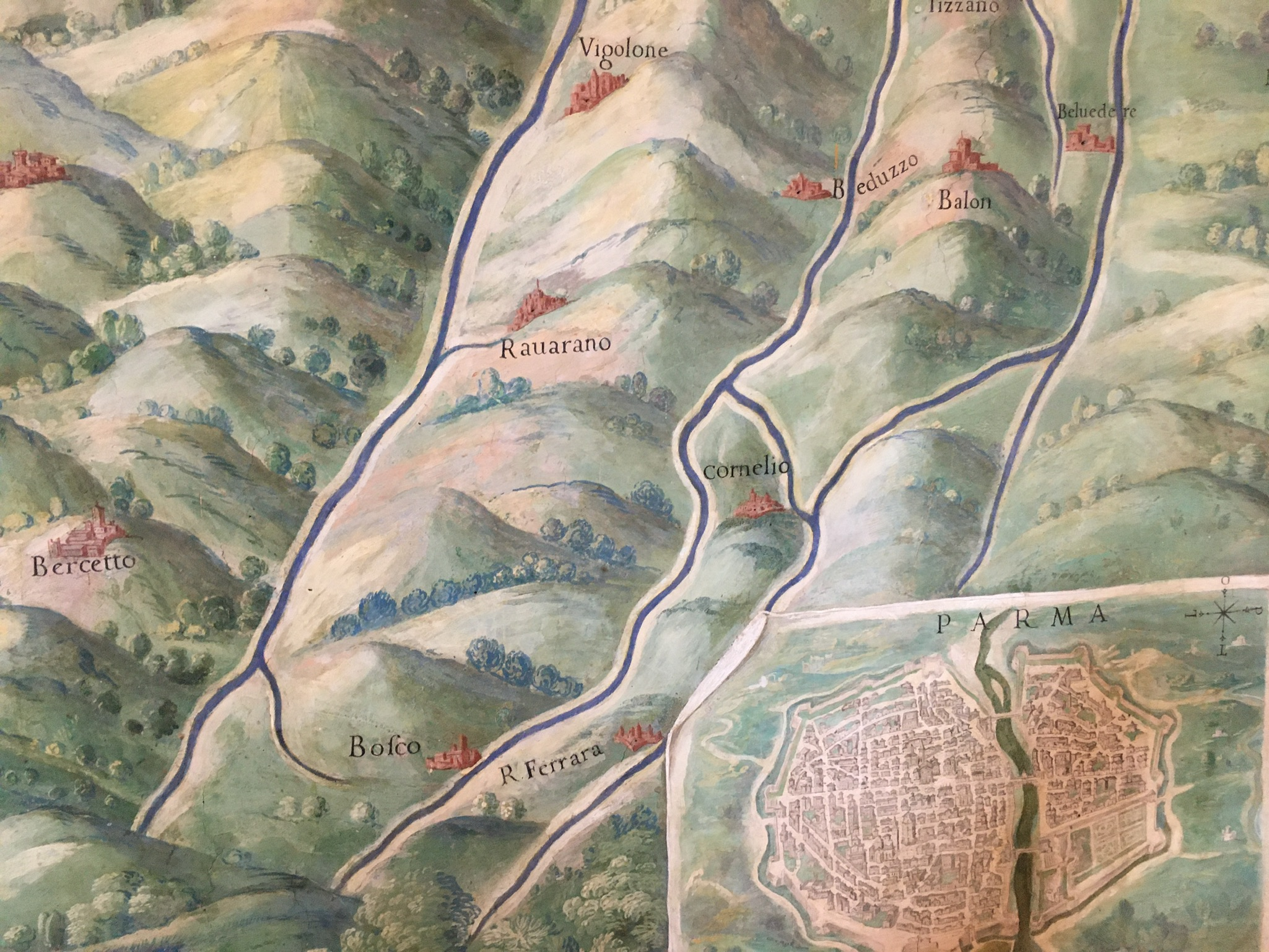
Il paese di Corniglio (chiamato con il nome di Cornelio) raffigurato nella Galleria delle carte geografiche del Vaticano. Si possono notare anche le frazioni di Bosco, Roccaferrara, Beduzzo e Ballone

Corniglio è anche rappresentato nella Galleria delle carte geografiche, più precisamente in quella raffigurante il "Placentiae et Parmae Ducatus" (Ducato di Parma e Piacenza), con il nome di Cornelio.
Annesso al Regno di Sardegna nel 1860, fece parte del collegio elettorale di Corniglio, dove furono eletti Niccolò Tommaseo e Giuseppe Garibaldi. Con la nascita del Regno d'Italia il collegio fu soppresso e unito a quello di Langhirano.
Durante la Seconda Guerra Mondiale, Corniglio fu sede del Comando Unico Operativo partigiano della provincia di Parma (CUO) tra l'agosto e l'ottobre 1944. Tra questi la battaglia del Lago Santo, conflitto dai risvolti epici svoltosi nel rifugio che sorge sulle rive del lago. Il 19 marzo 1944 una squadra di nove partigiani del distaccamento “Guido Picelli”, stanziata nei pressi del lago, fu attaccata da un gruppo di fascisti e nazisti. I partigiani, barricati all'interno del rifugio, resistettero all’attacco nemico per diverse ore, provocando morti e feriti tra i nemici e costringendoli a ripiegare.
Nel settembre del 1944 il CUO fu trasferito a Bosco di Corniglio, con l’intento di rafforzare la presenza partigiana nel versante est Cisa. La mattina del 17 ottobre 1944 una colonna nemica, guidata da una spia (Mario lo Slavo), giunse a Bosco. Con un'azione rapida eliminò il CUO, barricato negli edifici dell’albergo Ghirardini, dove aveva sede. Sei partigiani caddero durante l’attacco, ovvero il Comandante unico Pablo, colpito da una raffica mentre saltava da una finestra del primo piano dell'albergo per salvarsi, il Comandante militare di piazza di Parma Renzi, Giuseppe Picedi Benettini "Penola", ufficiale di collegamento, e i partigiani Enzo Gandolfi, Domenico Gervasi e Settimio Manenti. Mentre l'albergo veniva dato alle fiamme, gli altri riuscirono a mettersi in salvo. Si trattò di un colpo durissimo per il movimento resistenziale, che reagì prontamente eleggendo un nuovo CUO sei giorni dopo, con comandante unico Giacomo Ferrari. Altre gravi perdite avvennero il 22 novembre, quando furono trucidati fra gli altri i giovani partigiani Michele Saccani (nome di battaglia "Michele"), Ovidio Mattavelli ("Jaurès"), Alfredo Azzoni ("Bill"), Soemo Remagni ("Dimitri") e Arturo Gavazzoni ("Aramis"), oggi ricordati da una lapide.
Il paese di Corniglio è tra le Città decorate al Valor Militare per la Guerra di Liberazione in quanto insignito della Medaglia d'Argento al Valor Militare per i sacrifici delle sue popolazioni e per la sua attività nella lotta partigiana durante la seconda guerra mondiale.

Lo stemma precedentemente in uso

Il 27 gennaio 1996 la parte produttiva del paese che vantava diversi salumifici, il centro sportivo, il nuovo cimitero e il quartiere/frazione di Linari è stato investito da una frana, detta “La Lama”, classificata in quel momento come la più profonda d'Europa. La strada per diverse frazioni, come Bosco e Ca' Pussini, fu interrotta per anni. Fu abbattuta una pineta centenaria e furono demoliti cinque salumifici, una settantina di abitazioni e diverse attività commerciali con inestimabile danno economico per la vita del paese e del comune, nonostante la lottizzazione di una frazione di bosco poco fuori dal capoluogo sulla provinciale per Langhirano nota come Uccellaia e del castagneto sottostante al piccolo centro di Rola, situato vicinissimo al capoluogo e separato dal corpo di frana solamente dal piccolo Rio Lumiera.
Il 27 gennaio 2012 all'interno del territorio comunale di Corniglio è avvenuto un sisma di magnitudo 5.4, che ha provocato danni in molti edifici storici della zona, e facendosi sentire in molte aree d'Italia.
Nella primavera 2013 il territorio è stato investito da un'eccezionale ondata di pioggia che è scaturita in forti movimenti gravitativi del terreno. In particolare, la frazione di Sauna, ha avuto gravi problemi: tre case e una stalla con 120 capi hanno ricevuto ordinanza di demolizione così come tre strutture adibite a ricovero attrezzi. Permangono ancora ordinanze di evacuazione su altri due fabbricati. Lo stato e il dipartimento di Protezione Civile ha disposto lo stato di emergenza per i territori d'Appennino colpiti, anche a seguito delle numerose criticità del territorio cornigliese.

### Simboli
La descrizione araldica dello stemma è la seguente:

La descrizione araldica del gonfalone è la seguente:

### Onorificenze
Corniglio è tra le città decorate al valor militare per la guerra di liberazione, insignita della medaglia d'argento al valor militare per i sacrifici delle sue popolazioni e per l'attività nella lotta partigiana durante la seconda guerra mondiale:

## Monumenti e luoghi d'interesse

### Architetture religiose

#### Chiesa dell'Assunzione di Maria Vergine

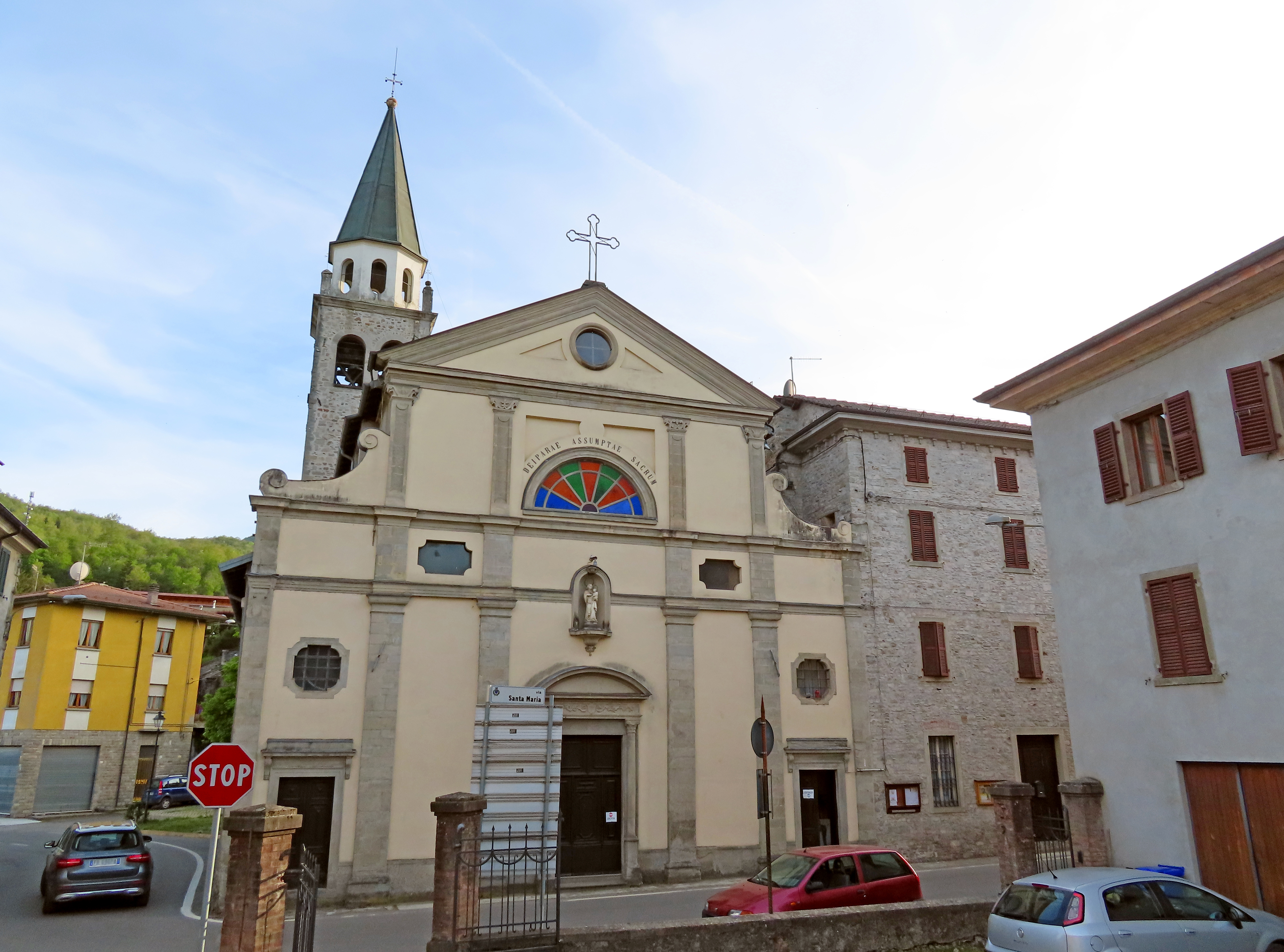
Chiesa dell'Assunzione di Maria Vergine

La presenza di una chiesa nel paese di Corniglio è attestata a partire dal tardo Medioevo; l'edificio, rimaneggiato nel Seicento, fu interessato da ulteriori lavori di rifacimento nei due secoli successivi.

#### Oratorio di San Lucio e Sant'Amanzio

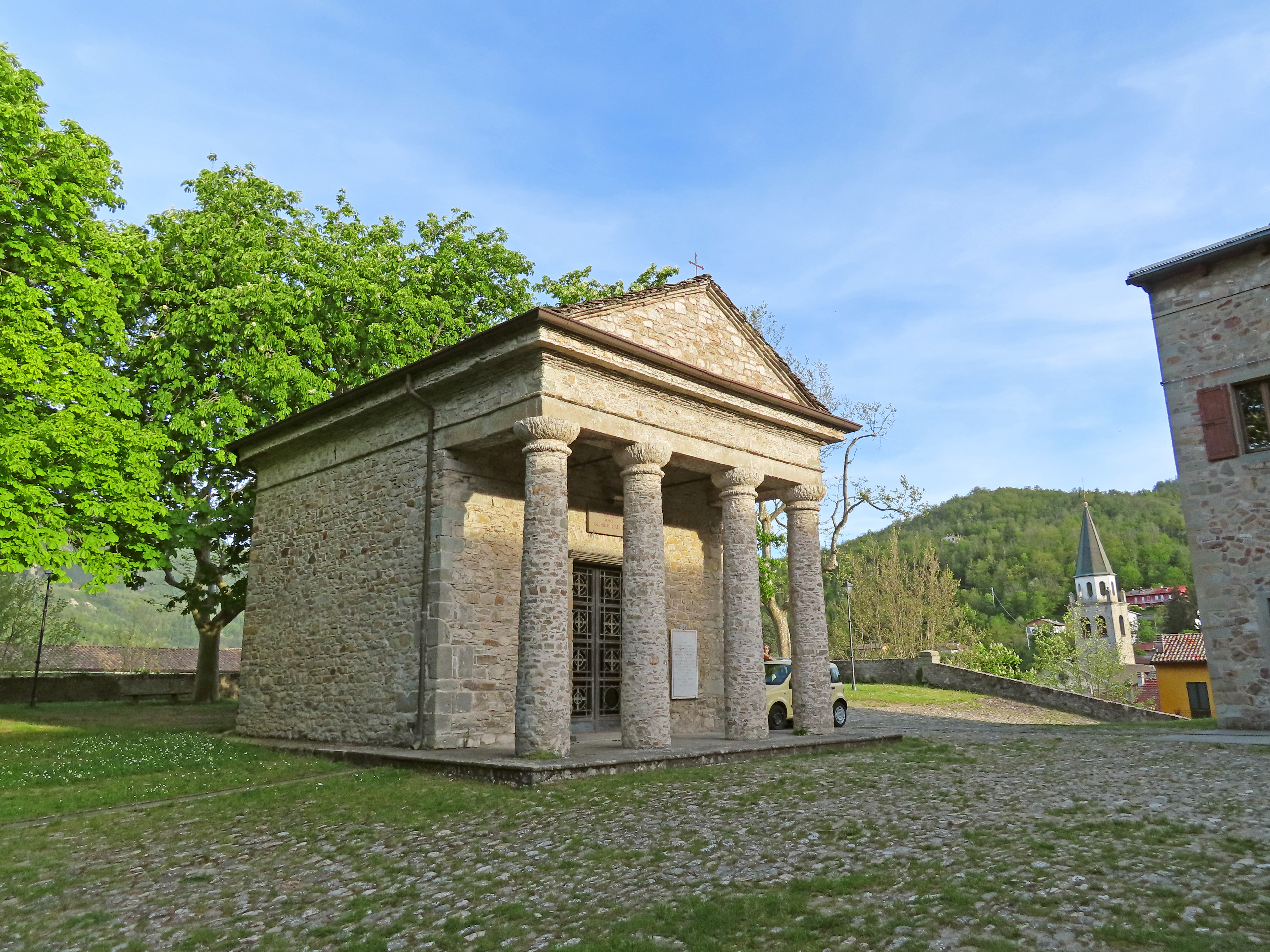
Tempietto dei Santi Lucio e Amanzio

Sorge sulla spianata sommitale del Castello di Corniglio. Si tratta di un piccolo tempio prostilo in stile neoclassico, riedificato nell'800 al posto di un oratorio benedettino ormai in rovina, dedicato ai due martiri patrono del paese. È anche presente una lapide in onore dei caduti e un'altra per Maria Luigia.
La prima menzione del culto dei due santi a Corniglio risale al 1570, nel Martirologio di Francesco Maurologo Abbate: "Item in oppido Cornelii, corpora Sanctorum Lucii et Amantii Martyrum, horum solemnia aguntur die sexta junii". Secondo la leggenda, gli abitanti del luogo, volendo costruire un tempio dedicato ai due santi, ma non sapendo dove, decisero di affidare il compito a due buoi: in base a dove si fossero fermati, lì avrebbero costruito. I due animali si fermarono nel luogo dove attualmente sorge il tempietto, e qui i cornigliesi iniziarono a scavare per costruire il luogo sacro, e a loro si unirono anche gli uccelli, che portavano sul luogo schegge e paglia. Ben presto venne alla luce un'urna con incise alcune sigle indicanti la presenza dei resti dei corpi dei due santi. Attualmente, le reliquie di trovano all'interno della Chiesa di Corniglio.

#### Chiesa di San Prospero

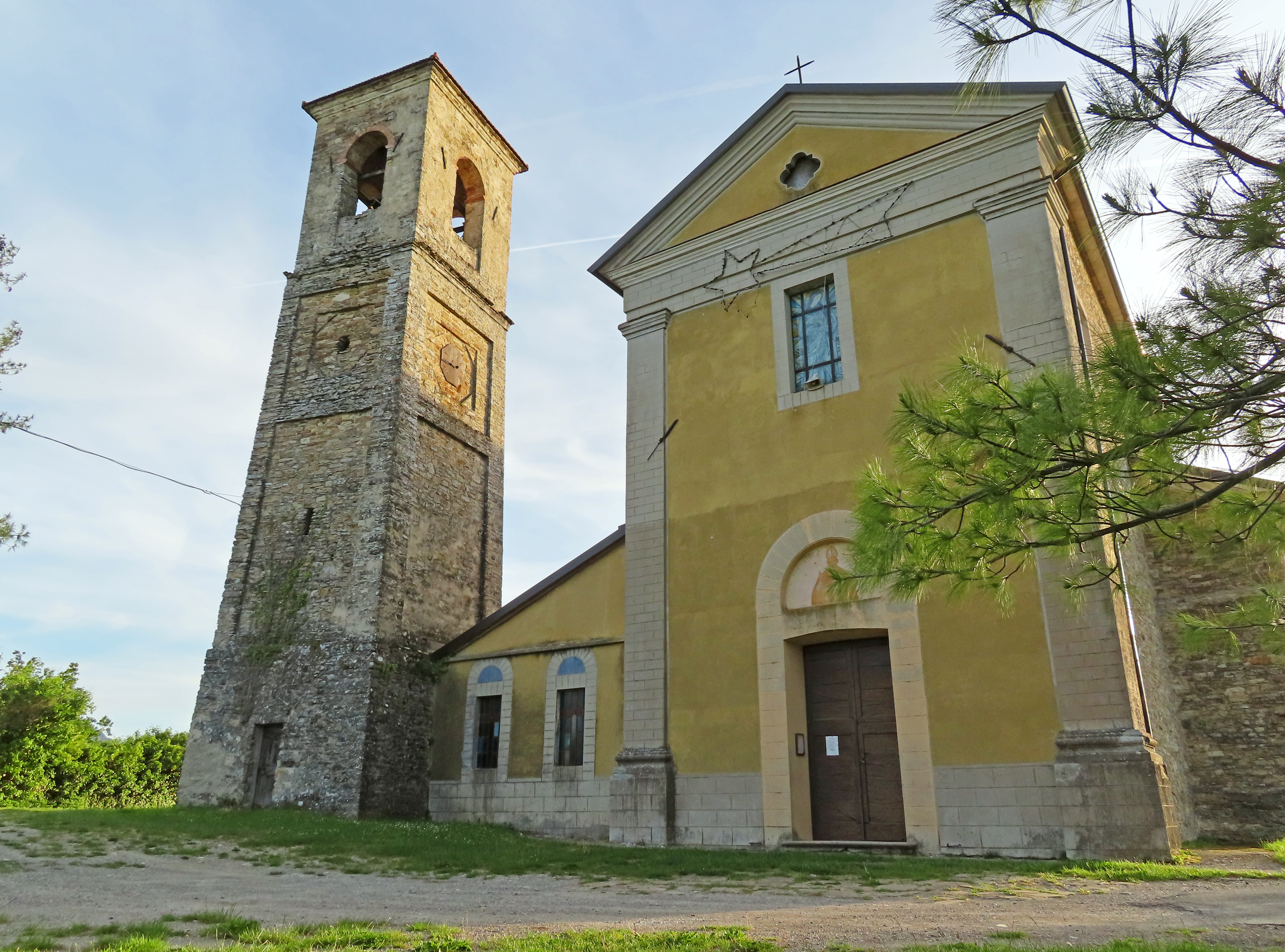
Chiesa di San Prospero

Costruita originariamente in località Cà di Casè di Beduzzo, la pieve fu menzionata per la prima volta nel 1230; profondamente danneggiata forse da una frana, la struttura medievale fu abbandonata dopo il XVI secolo, mentre ne prese il posto la cappella del vicino castello di Beduzzo, esistente almeno dal XV secolo; demolita nel 1735, la chiesa fu ricostruita utilizzando le pietre del maniero in rovina e fu infine benedetta l'11 settembre 1783, mentre il campanile fu completato nel 1789; danneggiata da cedimenti del terreno, fu ristrutturata tra il 1893 e il 1894; decorata internamente tra il 1953 e il 1954, fu lesionata dai terremoti del 1983 e 2008 e consolidata strutturalmente in seguito a ciascun evento. L'edificio, caratterizzato dalla facciata neoclassica coronata da un frontone triangolare, è affiancata da un campanile in pietra, isolato dal tempio; gli interni, scanditi da lesene doriche, sono arricchiti da affreschi nelle cappelle laterali e nel presbiterio absidato.

#### Chiesa di San Bartolomeo

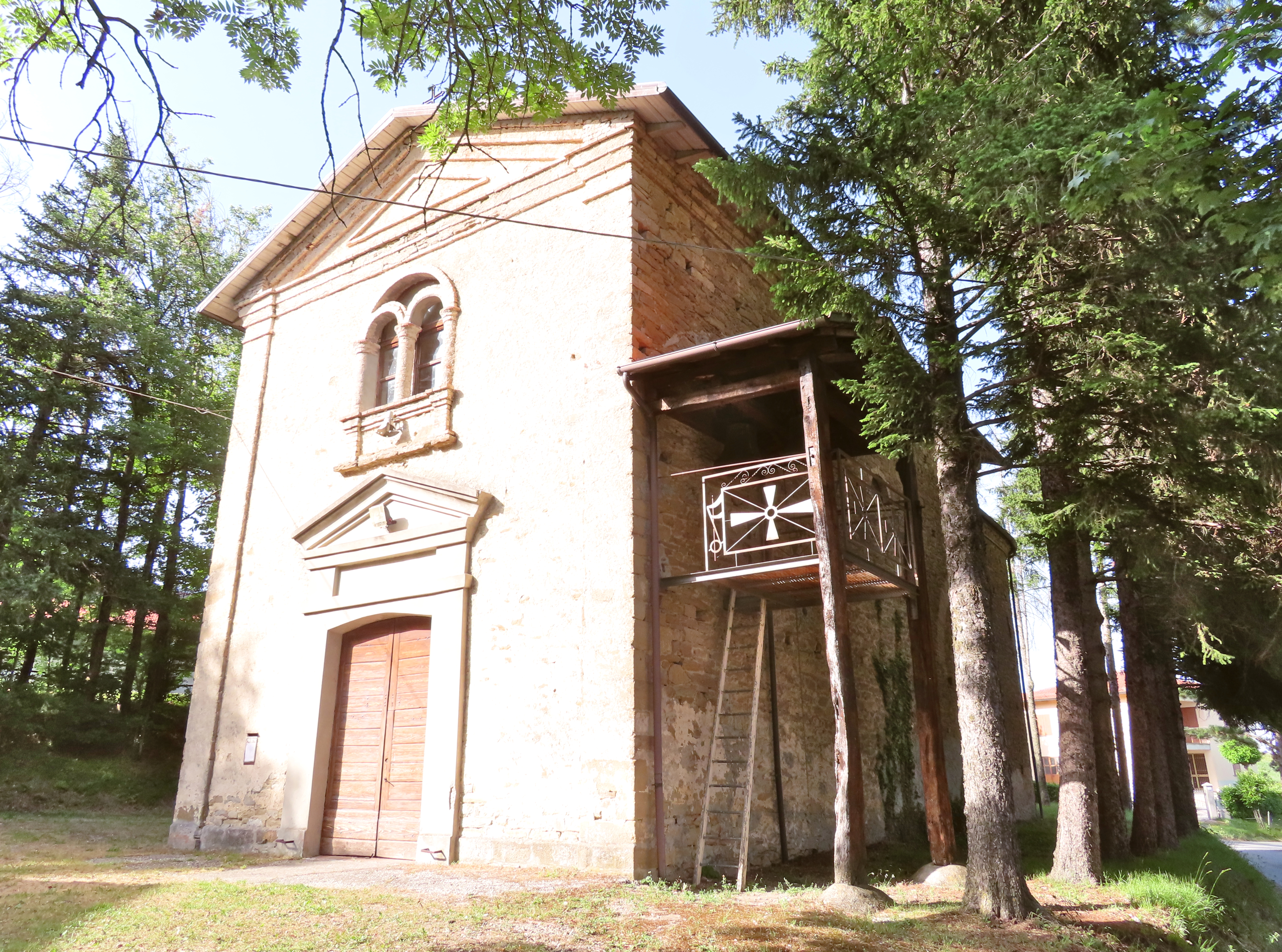
Chiesa di San Bartolomeo

Menzionata per la prima volta nel 1354, l'antica cappella di Signatico, eretta a sede parrocchiale autonoma entro il 1564, nel 1906 fu profondamente danneggiata da una frana e tra il 1911 e il 1912 fu ricostruita in posizione più sicura, riutilizzando parte dei materiali dell'edificio medievale. La chiesa, caratterizzata dalla facciata neorinascimentale, presenta internamente decorazioni neoclassiche realizzate nel 1940, tra cui lesene in mosaico, affreschi sul catino absidale e arcate e nicchie dipinte.

#### Chiesa di San Nicolò

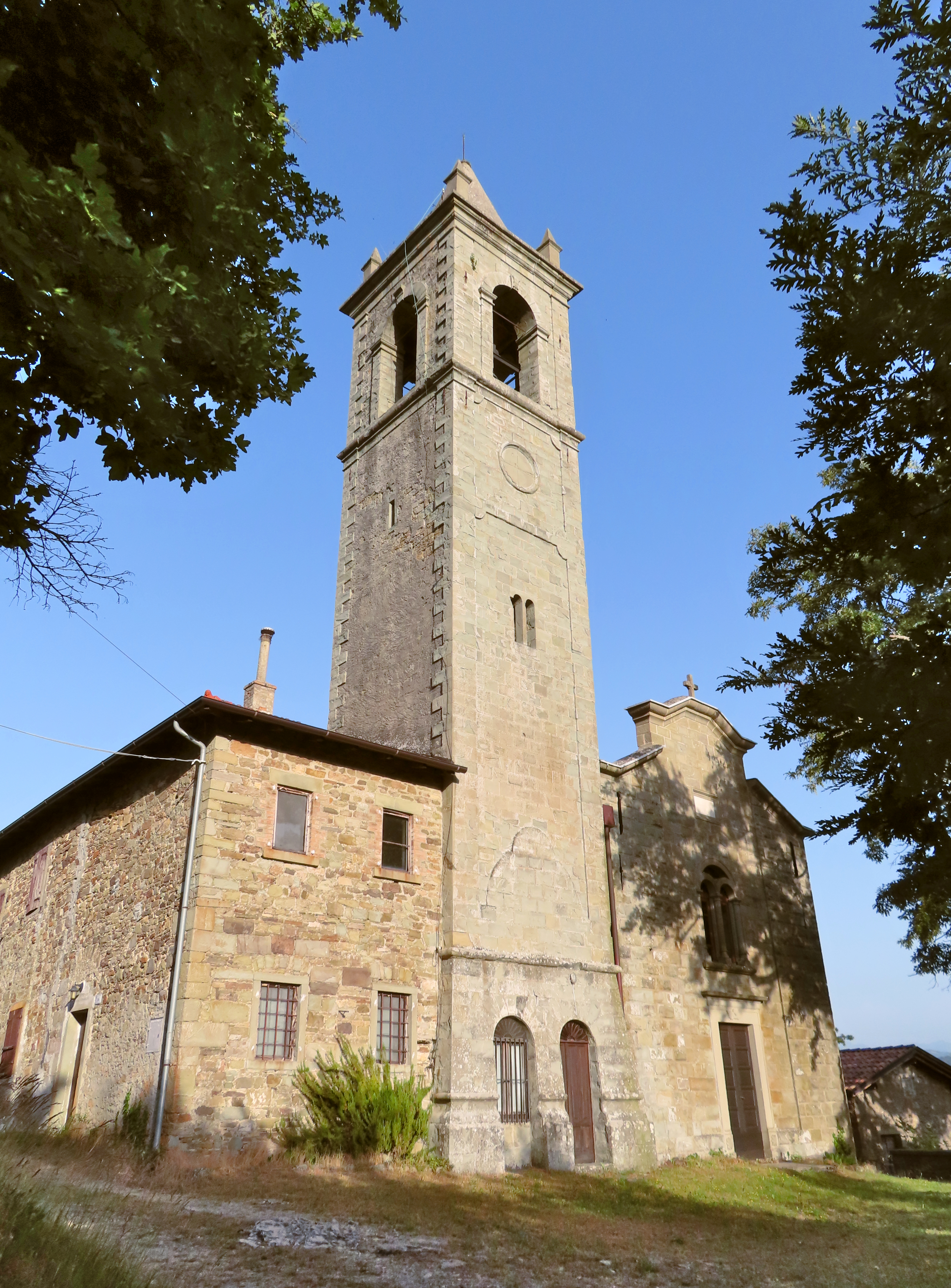
Chiesa di San Nicolò

Menzionata per la prima volta nel 1230, la chiesa romanica di Graiana Chiesa fu ricostruita quasi completamente nel 1770, preservando dell'antico edificio solo la zona absidale; lesionata dal terremoto del 2008, fu completamente ristrutturata e consolidata strutturalmente tra il 2016 e il 2017; il luogo di culto neoromanico conserva intatto il presbiterio medievale in conci di arenaria, decorato esternamente con un motivo ad archetti pensili in sommità.

#### Chiesa della Natività di Maria Vergine
Edificata originariamente verso la fine del XV secolo, la chiesa di Vestana fu eretta a sede parrocchiale autonoma nel 1662; ristrutturata in forme neoclassiche tra il 1739 e il 1747, fu restaurata nel 1954. L'edificio, caratterizzato dalla facciata scandita da quattro lesene e coronata da un frontone triangolare, è affiancato da due cappelle per lato e conserva due antiche cornici dorate.

#### Chiesa di Santa Maria Maddalena

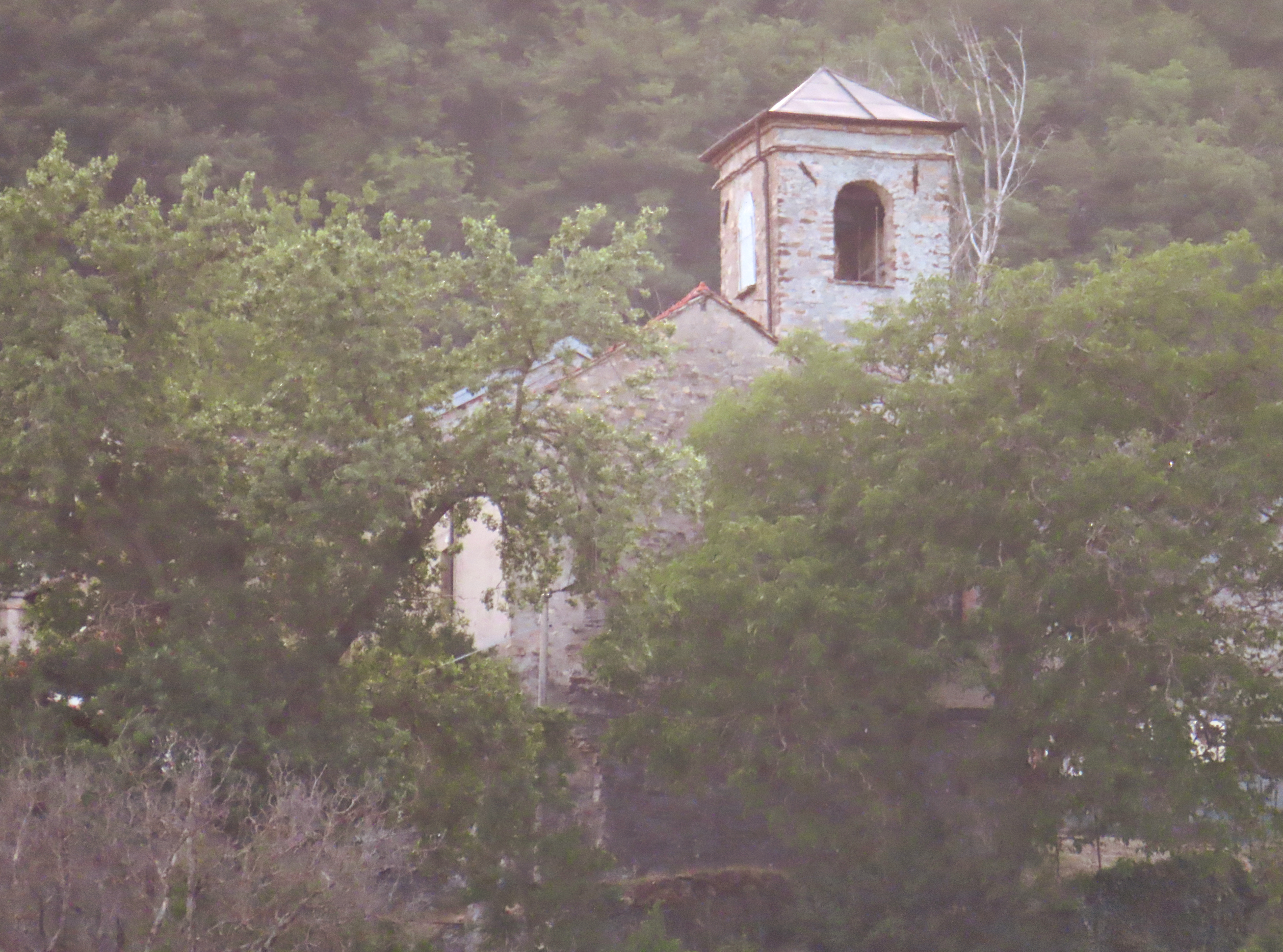
Chiesa di Santa Maria Maddalena

Edificata intorno al 1770 sui resti dell'antico luogo di culto medievale, la semplice chiesa in pietra di Roccaferrara Superiore fu lievemente modificata nelle aperture del presbiterio tra il 1789 e il 1790; contigua ad altri edifici adiacenti, è caratterizzata dalla mancanza della facciata; priva di decorazioni sia all'interno che all'esterno, presenta solo due nicchie ad arco ai lati del presbiterio.

#### Chiesa di San Benedetto

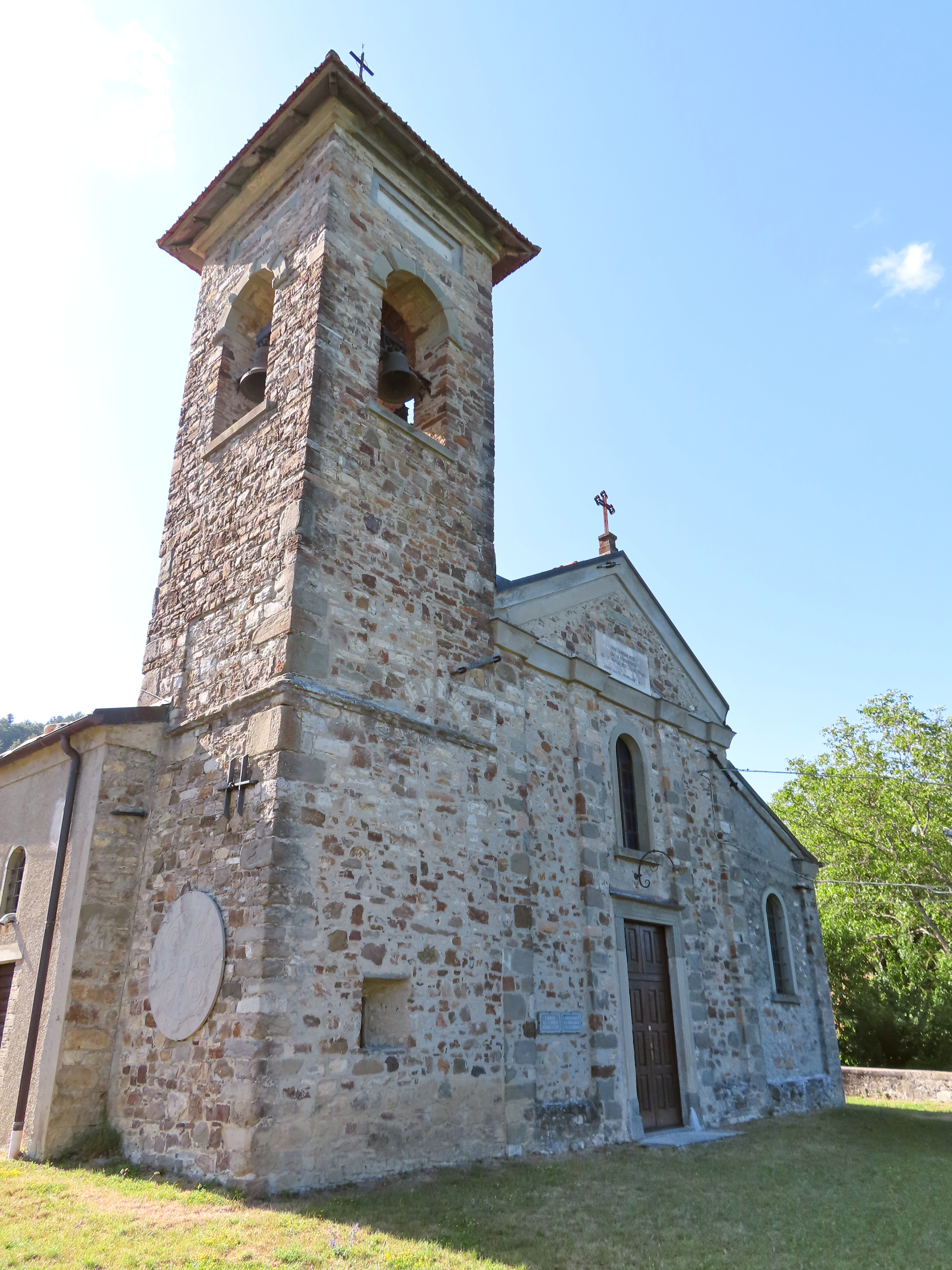
Facciata

Menzionata per la prima volta nel 1230, la chiesa di Marra fu ingrandita tra il 1816 e il 1819 e nuovamente tra il 1933 e il 1934, con la realizzazione delle cappelle laterali; danneggiata staticamente da una frana nel 1920 e dai lavori di ampliamento del decennio successivo, fu consolidata strutturalmente nel 2010. L'edificio, caratterizzato dalla facciata in pietra scandita da lesene a sostegno del frontone triangolare di coronamento, è internamente decorato con motivi neomedievali sulle pareti e sul soffitto a capriate lignee.

#### Chiesa di San Michele Arcangelo

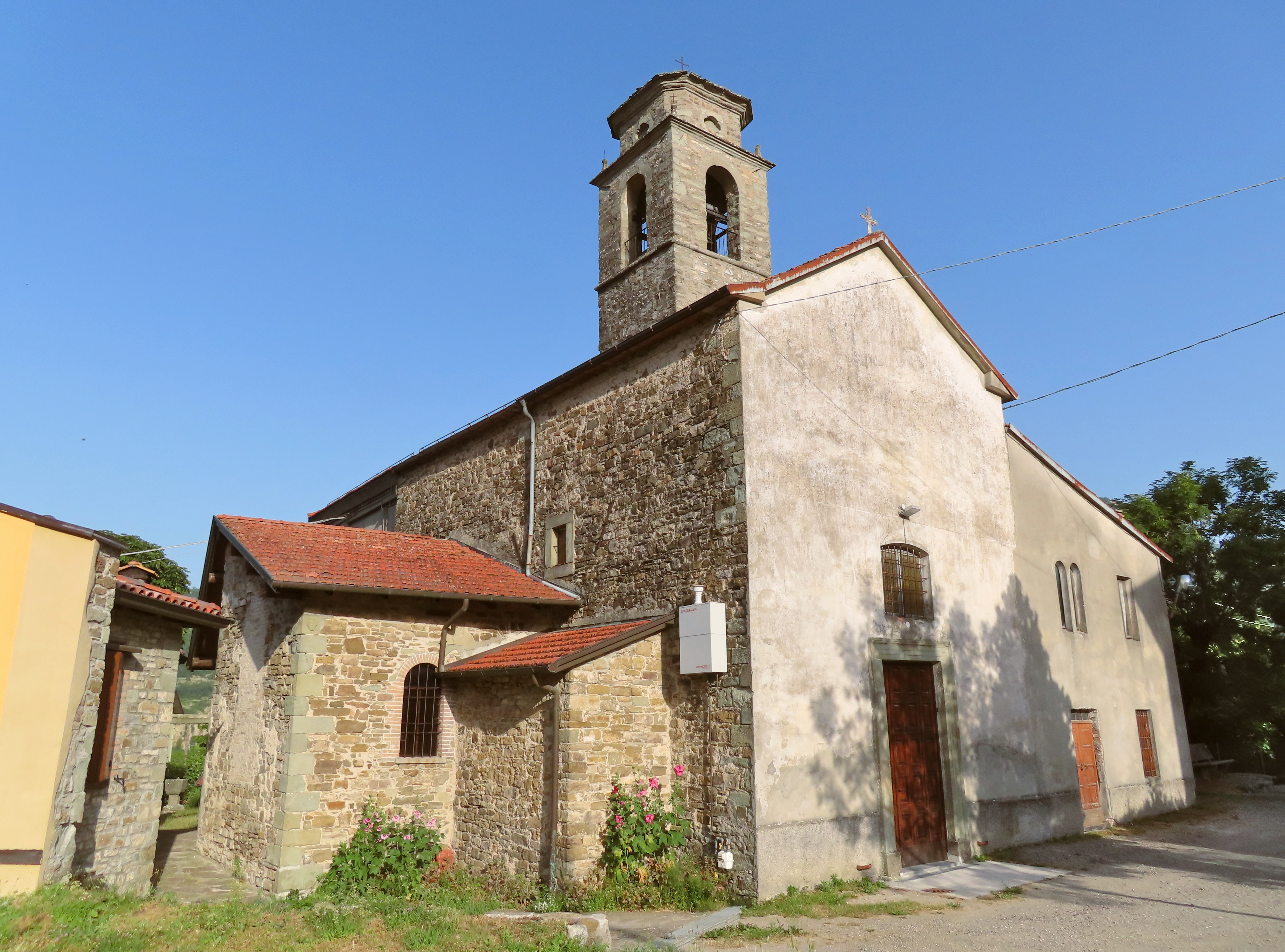
Chiesa di San Michele Arcangelo

Menzionata per la prima volta nel 1230, l'antica cappella di San Michele Arcangelo di Pugnetolo divenne sede parrocchiale autonoma nel 1564; danneggiata da una frana verso la fine del XVI secolo, la chiesa fu ricostruita in forme barocche nel 1601 e consacrata nel 1623; dotata di una nuova torre campanaria poco dopo la metà del XVIII secolo, fu rifatta nella zona absidale nel 1895. L'edificio, caratterizzato dalla presenza di un portale in arenaria con archivolto scolpito nel XII secolo alla base del campanile, conserva internamente una croce astile bronzea risalente al XVI secolo e un fonte battesimale realizzato nel 1571.

#### Chiesa di San Biagio

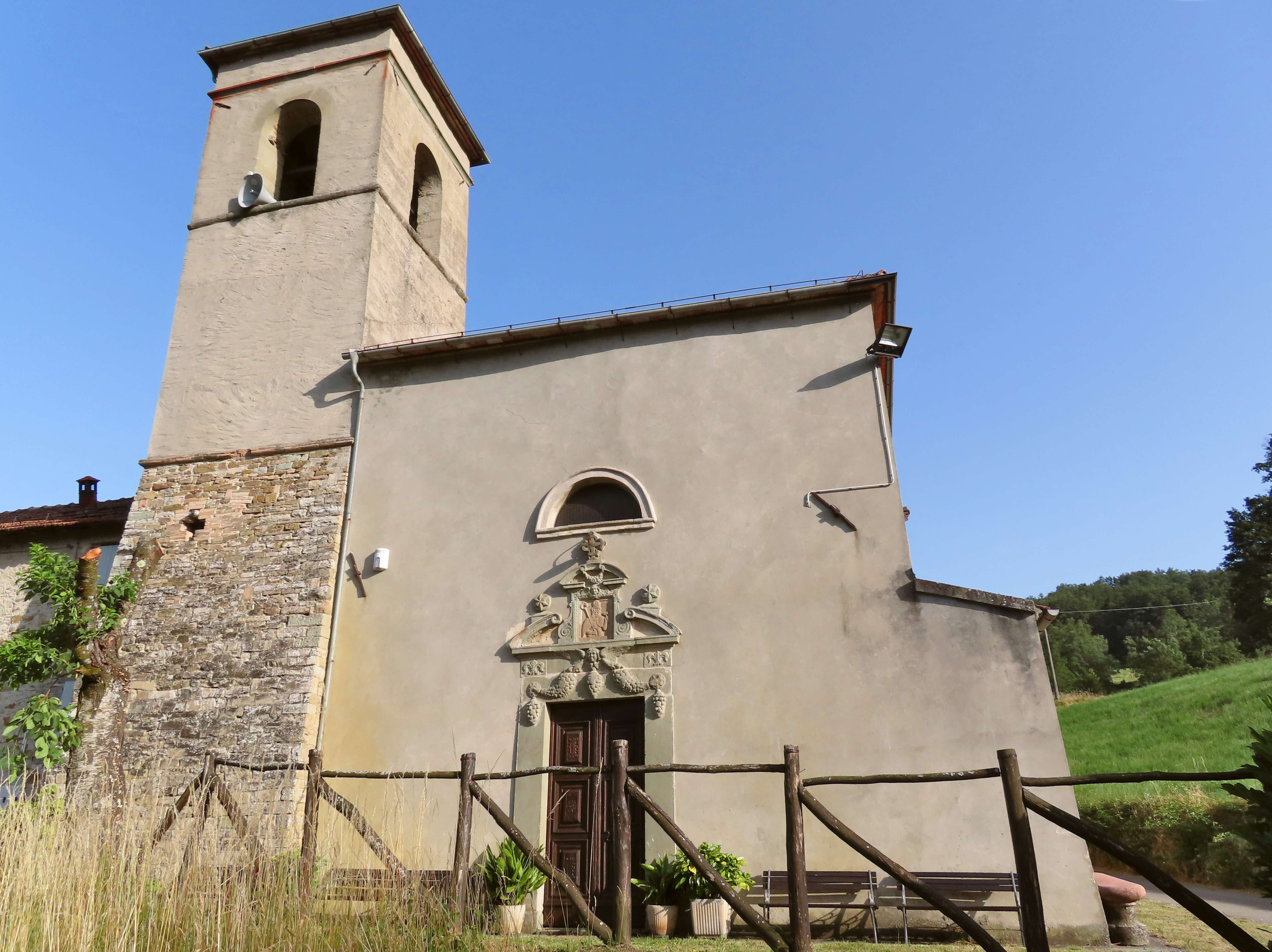
Chiesa di San Biagio

Menzionata per la prima volta nel 1230, la cappella originaria di Sauna fu eretta a sede parrocchiale autonoma entro il 1564; distrutta a causa del terreno acquitrinoso su cui sorgeva, la chiesa fu ricostruita in forme barocche in posizione più sicura tra il 1633 e il 1714. L'edificio, caratterizzato dal portale d'ingresso in arenaria riccamente scolpito, è affiancata da una cappella per lato e accoglie varie opere di pregio, tra cui un trono portatile settecentesco, il suo tavolo di sostegno e un calice quattrocentesco in rame.

#### Chiesa dei Santi Rocco e Leonardo

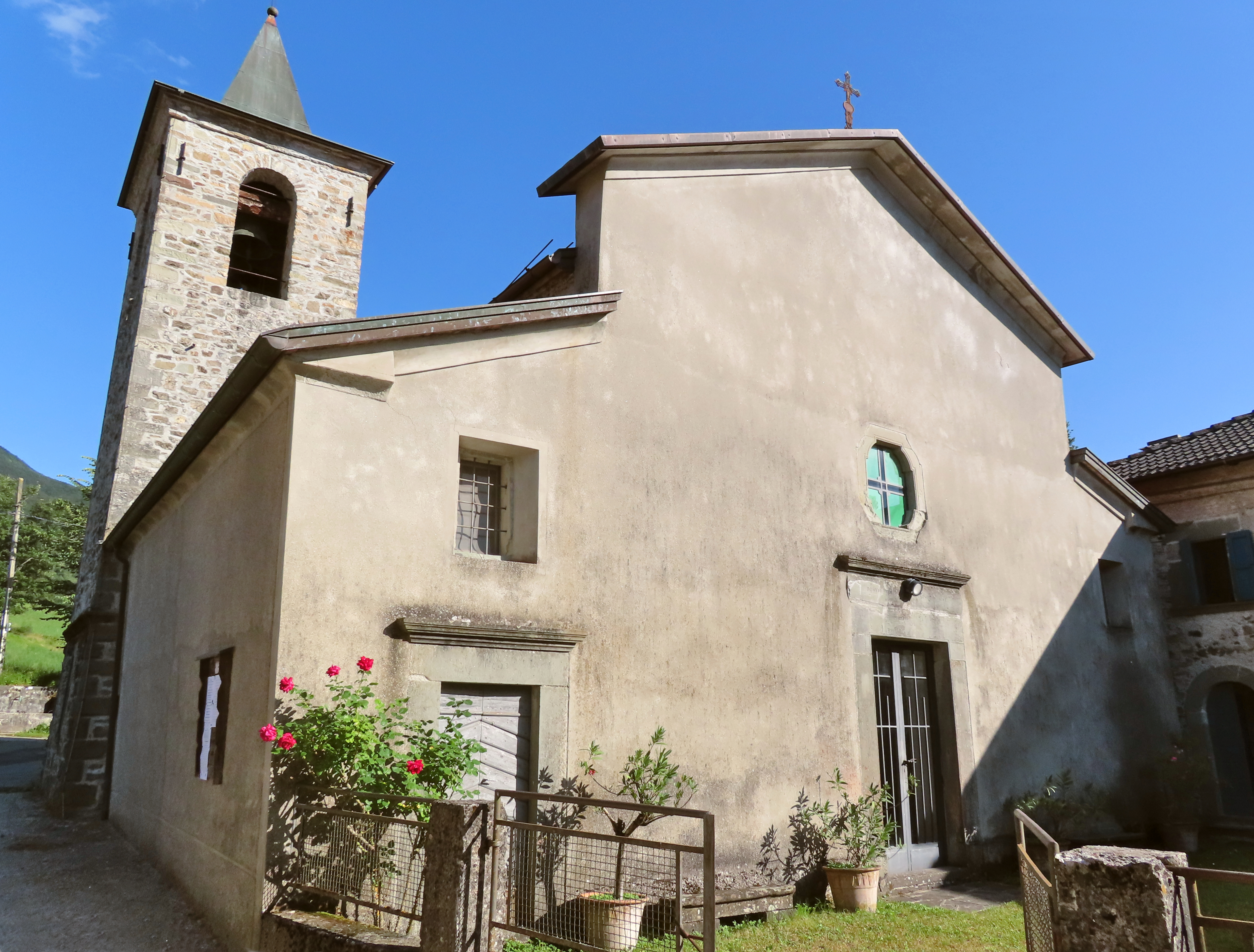
Chiesa dei Santi Rocco e Leonardo

Menzionata per la prima volta nel 1520, all'inizio del XVIII secolo la cappella originaria di Canetolo fu abbandonata e sostituita da una nuova edificata tra il 1703 e il 1713; restaurata nel 1955, la chiesa fu ristrutturata ancora nel 1965. L'edificio, caratterizzato dalla facciata a salienti con tre portali d'ingresso incorniciati in pietra, internamente è arricchito da due cappelle per lato e accoglie alcune opere di pregio, tra cui due dipinti sei-settecenteschi.

#### Chiesa di San Lorenzo (Vestola)

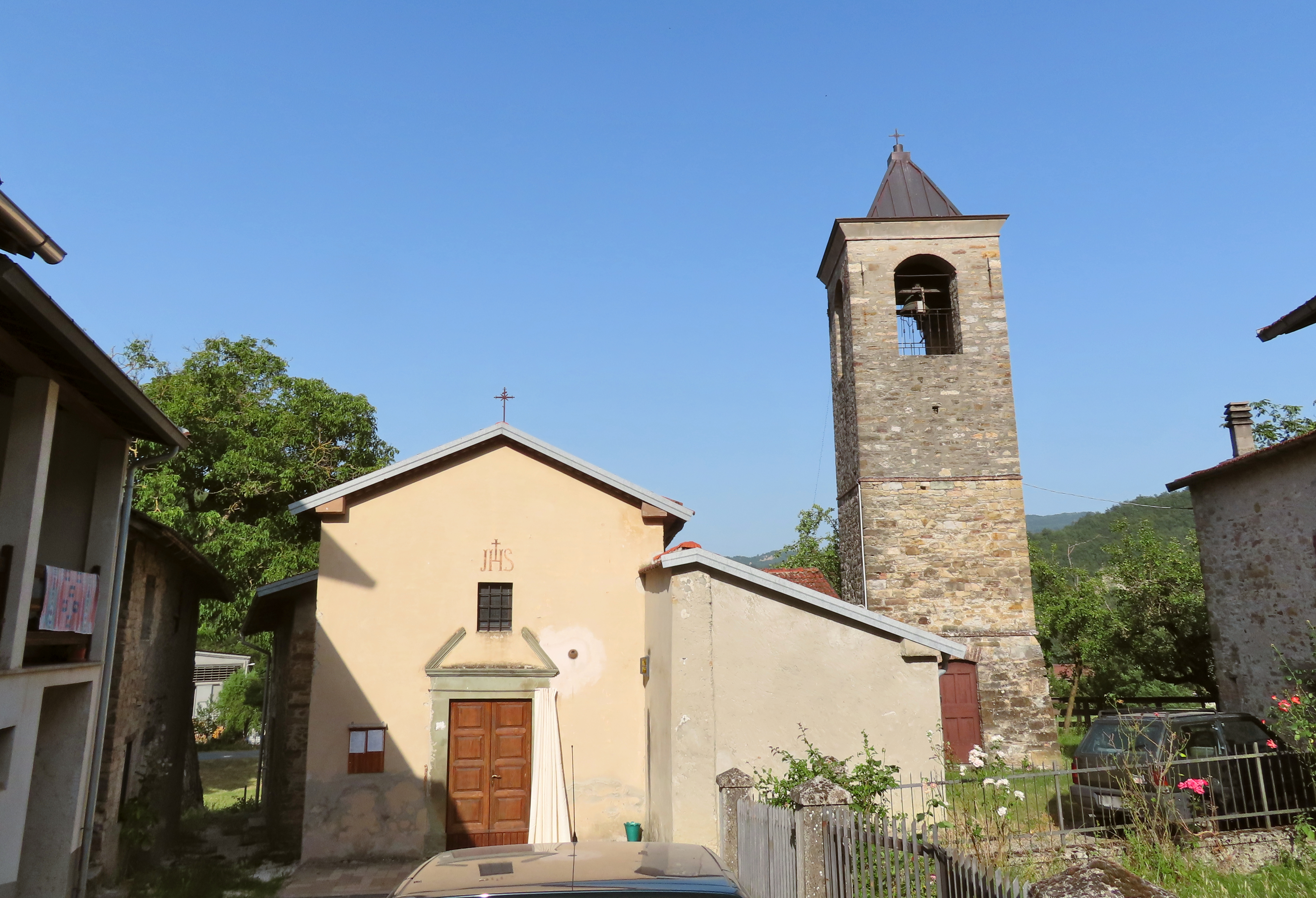
Chiesa di San Lorenzo

Menzionata per la prima volta nel 995, l'originaria cappella di Vestola fu completamente ristrutturata in forme barocche alla fine del XVI secolo; arricchita della cappella laterale tra la fine del XVIII e gli inizi del XIX secolo, la chiesa fu dotata del campanile dopo il 1829. L'edificio, esternamente caratterizzato dal portale d'ingresso in pietra, è internamente è decorata con affreschi sulle volte e sull'arco trionfale.

#### Chiesa di San Lorenzo (Pugnetolo)

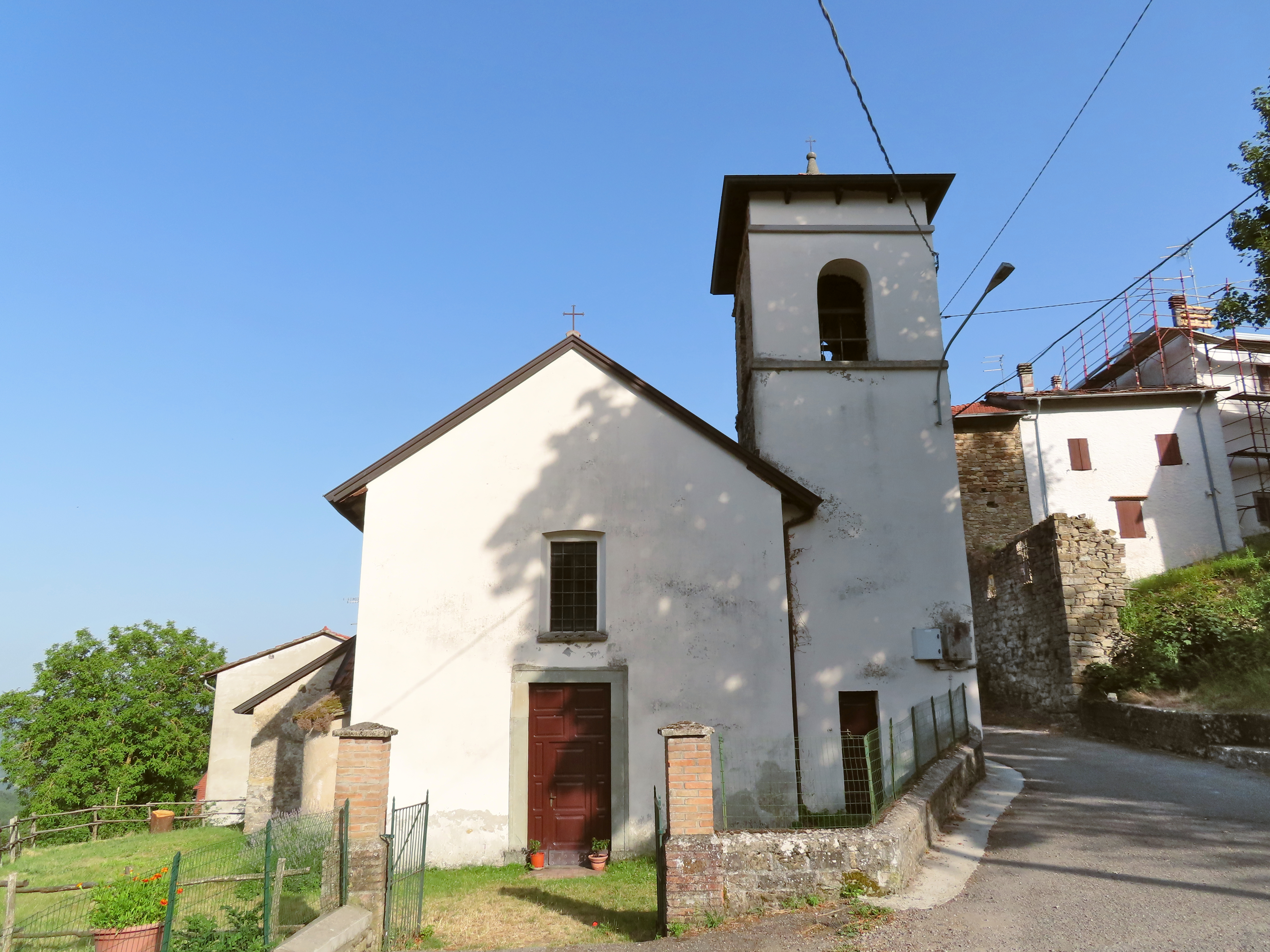
Chiesa di San Lorenzo

Edificata originariamente in epoca altomedievale nei pressi del castello di Pugnetolo, nei secoli seguenti fu ricostruita più a valle in forme più modeste, in seguito all'abbandono del castrum difensivo; inizialmente spoglia, la nuova chiesa fu successivamente intonacata nella facciata e dotata di due cappelle entro il XIX secolo. Il piccolo edificio, affiancato sulla destra da un tozzo campanile, internamente è ornato con lesene e volte decorate con dipinti nella zona absidale.

#### Chiesa di San Mariano

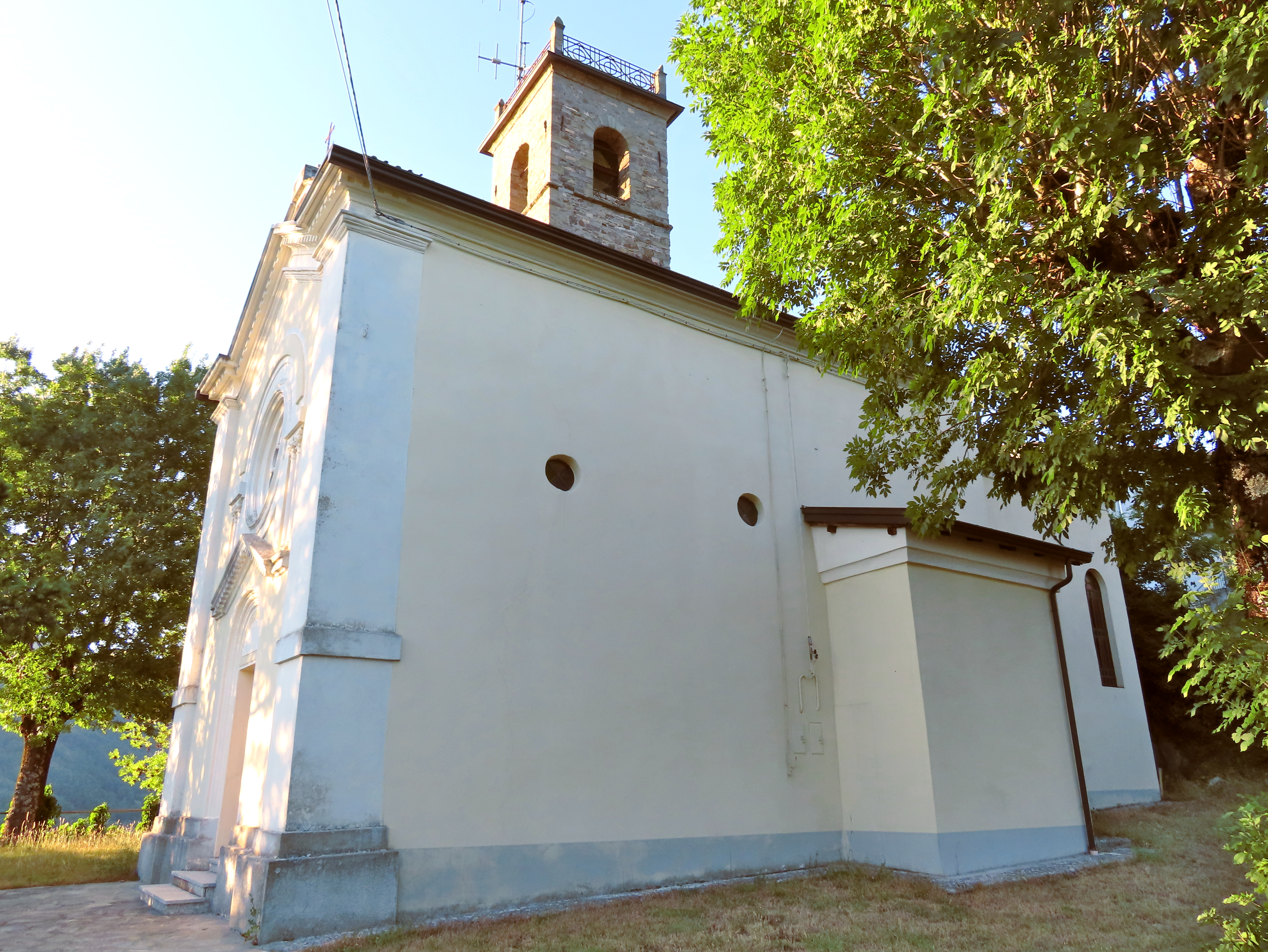
Chiesa di San Mariano

Citata per la prima volta nel 1230, la cappella originaria di Villula, eretta a sede parrocchiale autonoma nel 1564, fu sostituita nel 1579 da un nuovo edificio, costruito leggermente più a monte; munita del campanile in pietra tra il 1882 e il 1894, la chiesa fu interamente ristrutturata nel 1915 in stile neobizantino. Il luogo di culto, caratterizzato dalla facciata a capanna arricchita da un ampio rosone centrale strombato, internamente è decorato con lesene ornate in sommità con colonnine binate a sostegno dei capitelli.

#### Chiesa di San Ciriaco

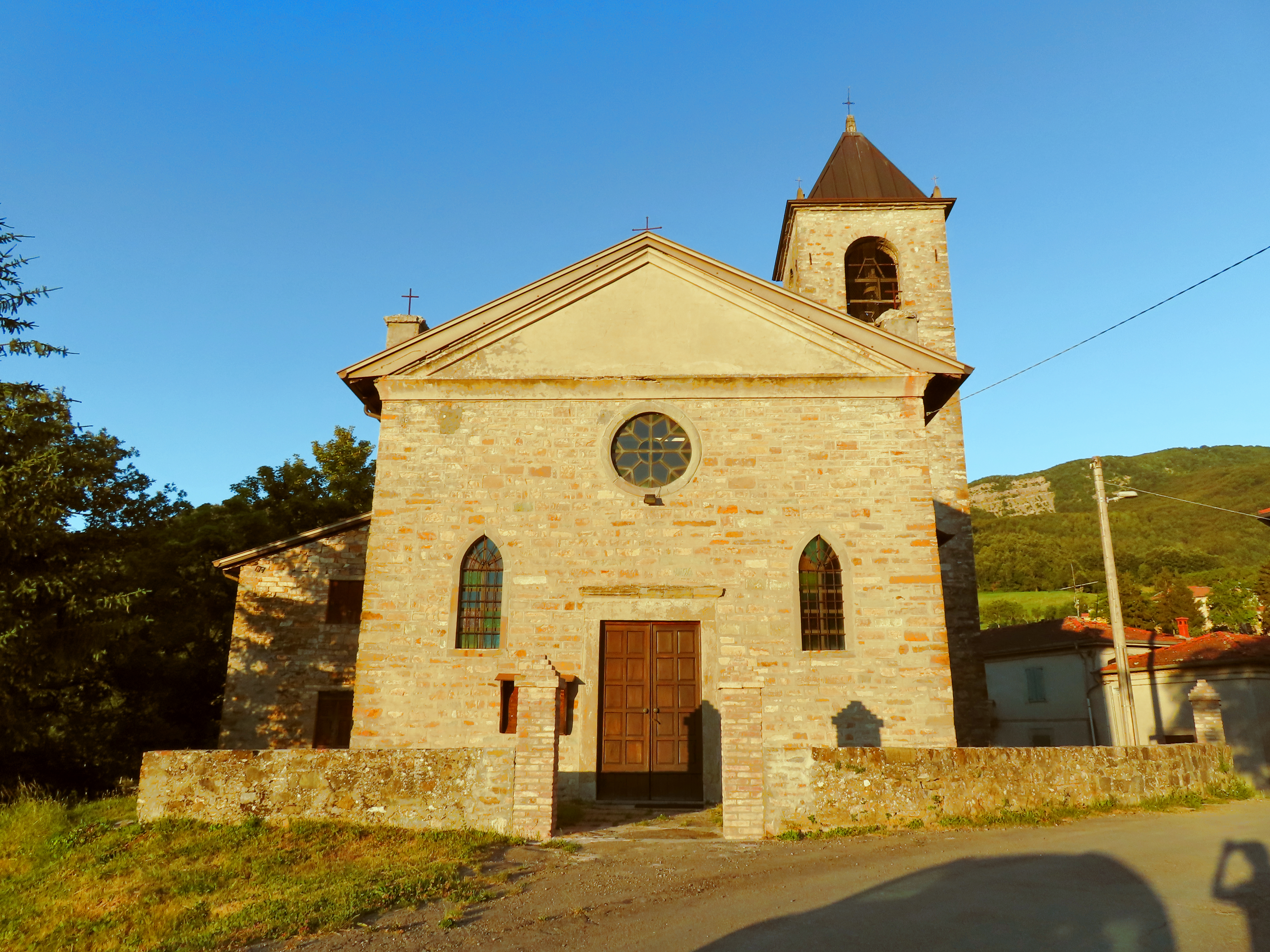
Chiesa di San Ciriaco

Menzionata per la prima volta nel 1000, la cappella originaria di Ballone, intitolata a sant'Alessandro, cadde in rovina verso la fine del XIII secolo e fu ricostruita nel 1496; reintitolata a san Quiriaco vescovo, la chiesa divenne sede parrocchiale autonoma nel 1564; profondamente modificata e ampliata intorno alla metà del XVIII secolo, fu nuovamente restaurata nella prima metà del XX secolo, con la ricostruzione del prospetto principale in pietra. L'edificio, caratterizzato dalla facciata a capanna coronata da un frontone triangolare, internamente è decorato con lesene doriche e conserva un olio seicentesco e una croce astile cinquecentesca.

#### Chiesa dell'Assunzione di Maria

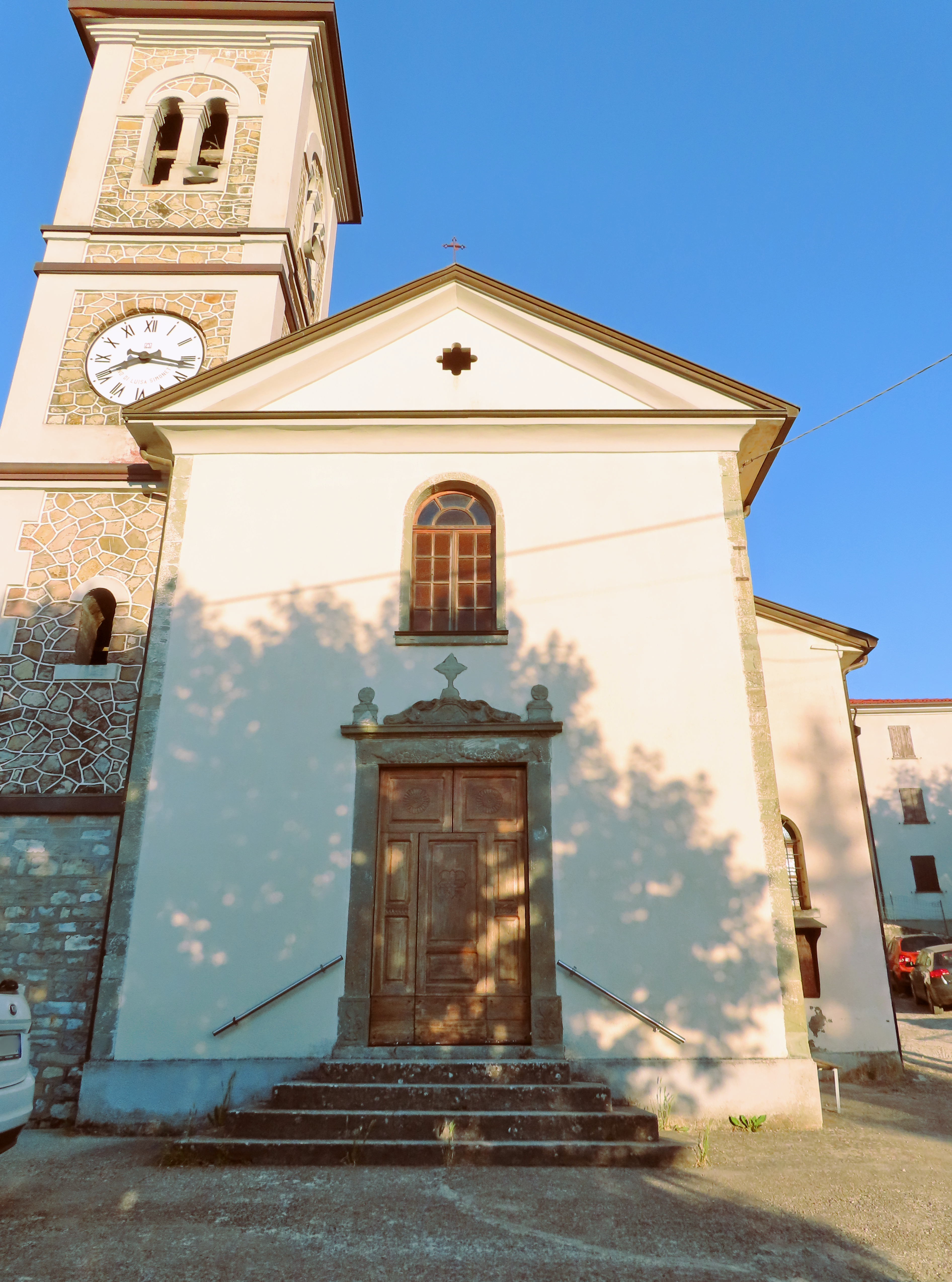
Chiesa dell'Assunzione di Maria Vergine

Edificato originariamente agli inizi del XVI secolo, l'oratorio di Agna, dedicato all'Assunta, fu menzionato per la prima volta nel 1521; eretta a sede parrocchiale autonoma nel 1604, la chiesa cadde in rovina nei decenni seguenti e fu completamente ricostruita tra il 1693 e il 1694; arricchita di una nuova facciata nel 1881, fu dotata di un campanile nel 1925, su disegno dell'architetto Lamberto Cusani. L'edificio, caratterizzato dal prospetto principale neoclassico ornato col portale centrale barocco seicentesco, internamente è scandito da lesene doriche e conserva, in un ampio nicchione voltato a botte, un fonte battesimale in pietra del 1605.

#### Chiesa dell'Assunzione di Maria Vergine (Grammatica)

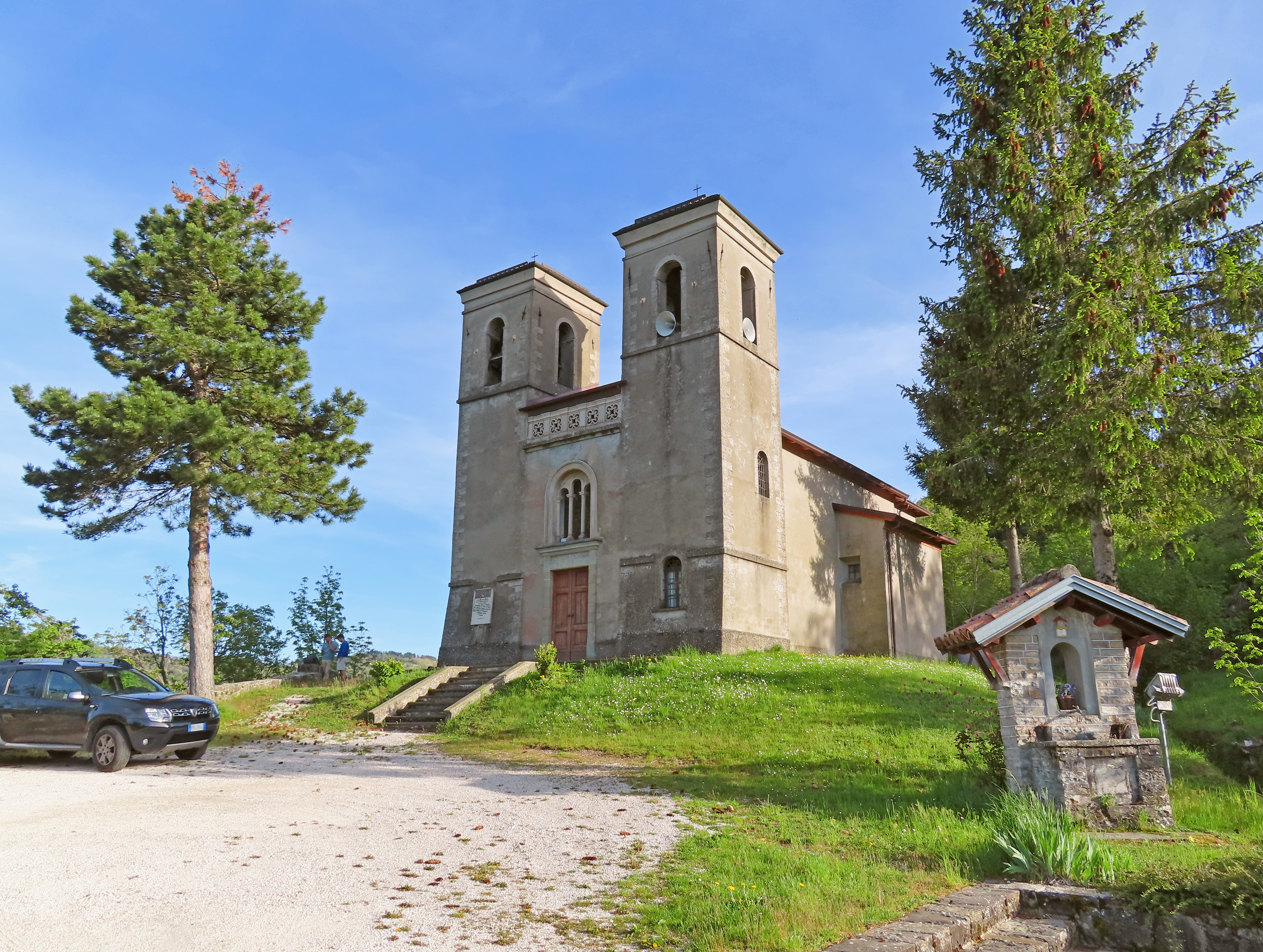
Chiesa dell'Assunzione di Maria Vergine

Edificata originariamente in epoca imprecisata, la piccola cappella di Grammatica fu eretta a sede parrocchiale autonoma nel 1530 e fu successivamente ampliata, ma la prima testimonianza certa della sua costruzione risale solo al 1651; dotata della prima torre campanaria nel 1836, la chiesa nel 1908 fu profondamente modificata in forme neoromaniche, contestualmente all'innalzamento del secondo campanile simmetrico del primo, e nel 1938 fu elevata a santuario mariano intitolato ai Monti della Beata Vergine di Fontanellato. L'edificio, affiancato da due cappelle laterali, accoglie alcune opere seicentesche di pregio, tra cui il fonte battesimale, uno stendardo e vari oggetti liturgici in argento.

#### Chiesa di San Lorenzo

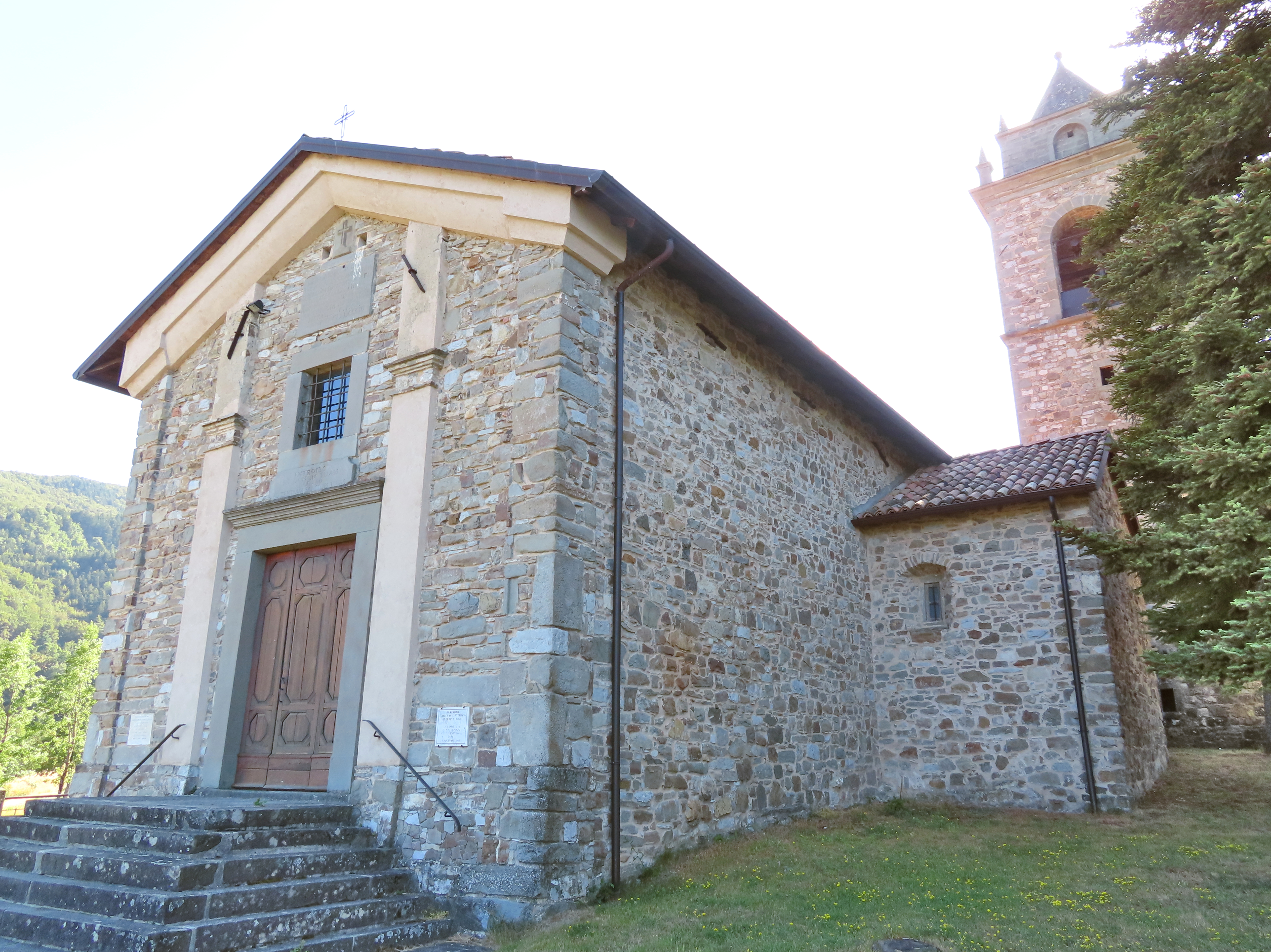
Chiesa di San Lorenzo

Costruita nella località di Cirone agli inizi del XVII secolo per sostituire la parrocchiale medievale di Bosco ormai in rovina, la chiesa di San Lorenzo fu completata entro il 1638; ristrutturata in forme neoclassiche tra il 1796 e il 1803, fu restaurata nel 1970 e nuovamente tra il 2006 e il 2013. L'edificio, caratterizzato dalla facciata a capanna in pietra scandita da quattro lesene, accoglie alcune opere di pregio, tra cui una cinquecentesca croce astile e un ottocentesco conopeo.

#### Chiesa di San Rocco

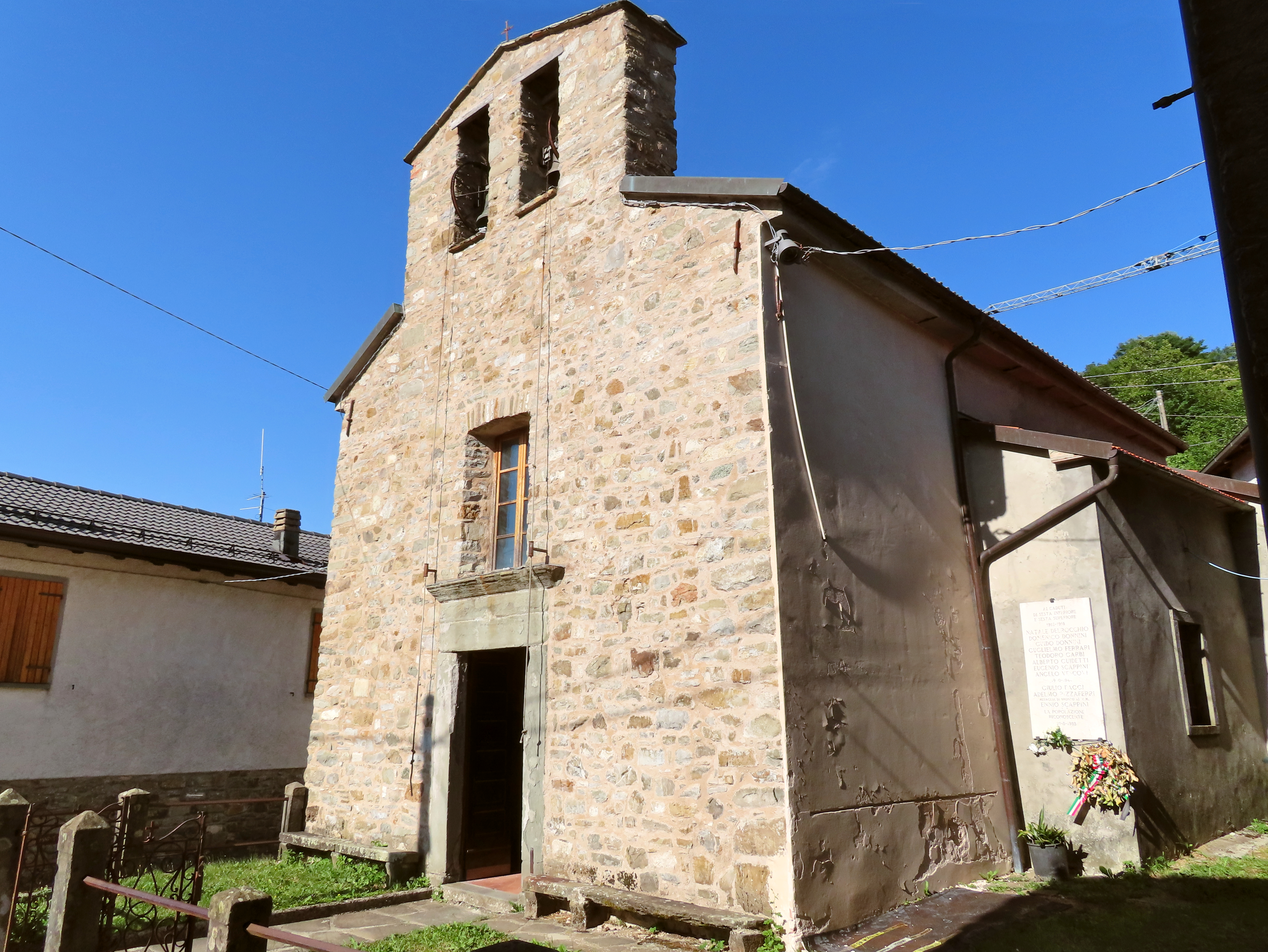
Chiesa di San Rocco

Costruita nel 1529 quale oratorio privato della famiglia Faggi, nel 1656 la chiesa di Sesta Inferiore fu eretta a sede parrocchiale autonoma e probabilmente ampliata, contestualmente alla cessione dei diritti da parte dei discendenti dei committenti; modificata tra il 1960 e il 1970 con l'aggiunta degli intonaci e di alcuni elementi incongrui sulla facciata, rimossi tra il 2010 e il 2011, fu sottoposta a restauri tra il 2016 e il 2020. L'edificio, dominato dal campanile a vela a coronamento della facciata, è caratterizzato dalla presenza, su gran parte delle superfici interne, di un ciclo di affreschi dedicati alla Passione e alla Risurrezione di Gesù, eseguiti dal pittore Walter Madoi nel 1963, e di due grandi statue in gesso, realizzate dallo stesso autore verso il 1975.

#### Oratorio dell'Immacolata Concezione

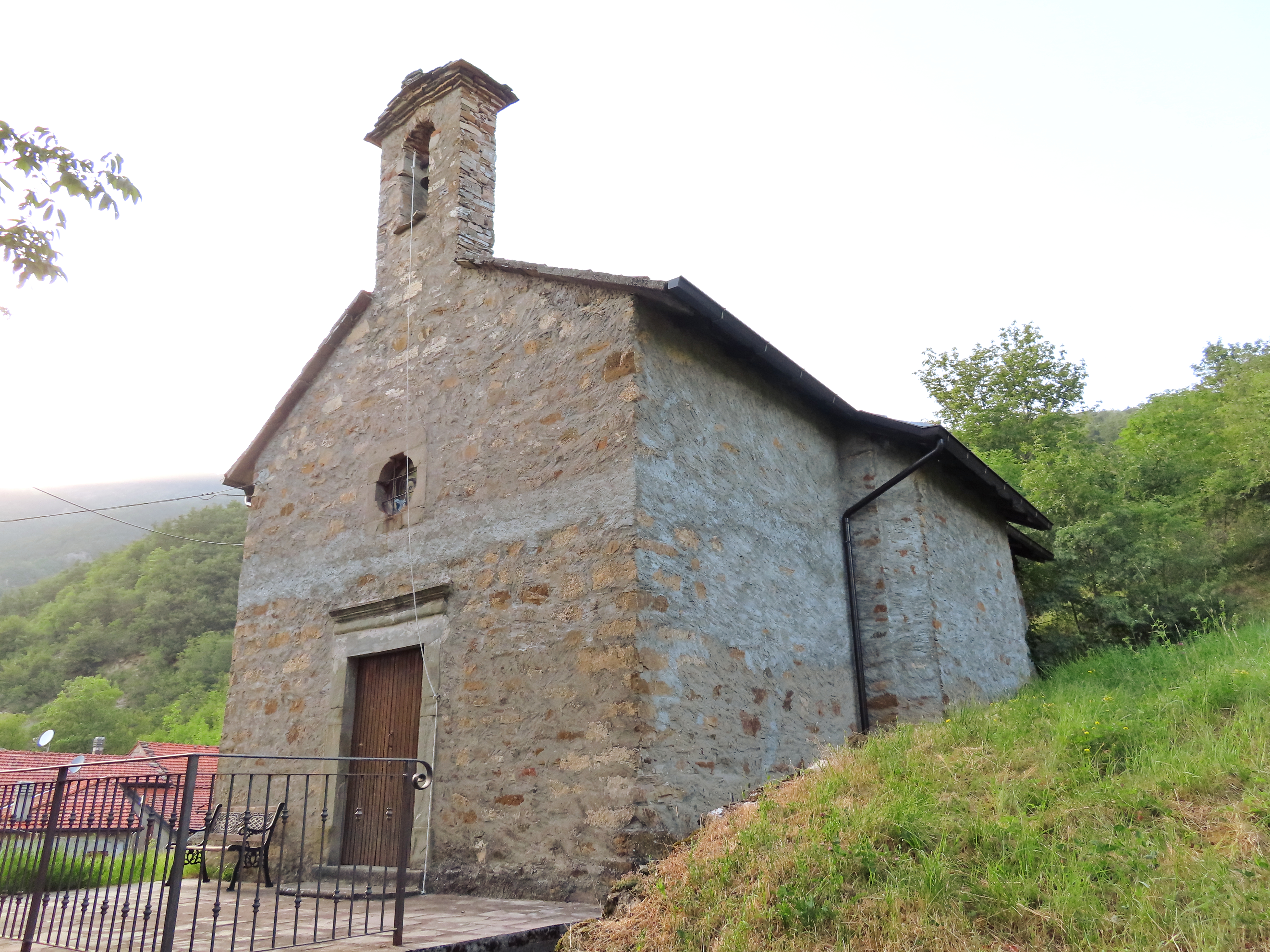
Oratorio dell'Immacolata Concezione

Edificato in stile barocco tra il 1700 e il 1710 a Roccaferrara Inferiore, l'oratorio fu interamente restaurato tra il 1970 e il 1980 e adeguato ai dettami del Concilio Vaticano II; all'interno la navata, riccamente decorata, è affiancata da due cappelle laterali.

#### Oratorio di San Giacomo

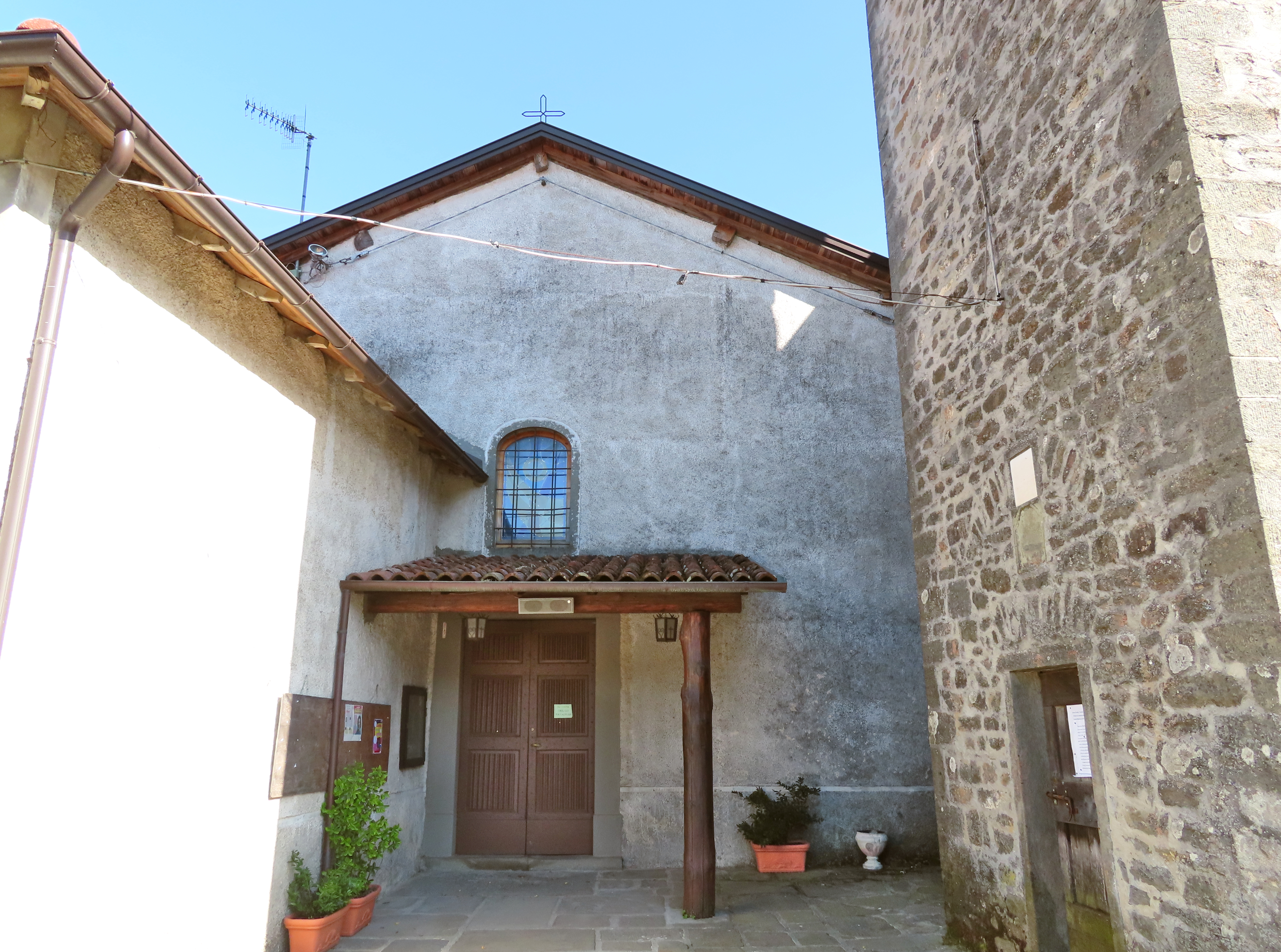
Oratorio di San Giacomo

Costruito tra il 1622 e il 1631 nel centro di Bosco a causa dell'eccessiva distanza rispetto alla costruenda chiesa di San Lorenzo, l'oratorio rimase de facto la sede parrocchiale di Bosco, grazie anche alla presenza del fonte battesimale; ridedicato più volte fino alla definitiva intitolazione a san Giacomo, fu dotato del campanile nel 1725. L'edificio, caratterizzato dalla massiccia torre campanaria in pietra che si erge davanti alla semplice facciata a capanna, è affiancato da due cappelle.

#### Oratorio di Santa Maria della Neve

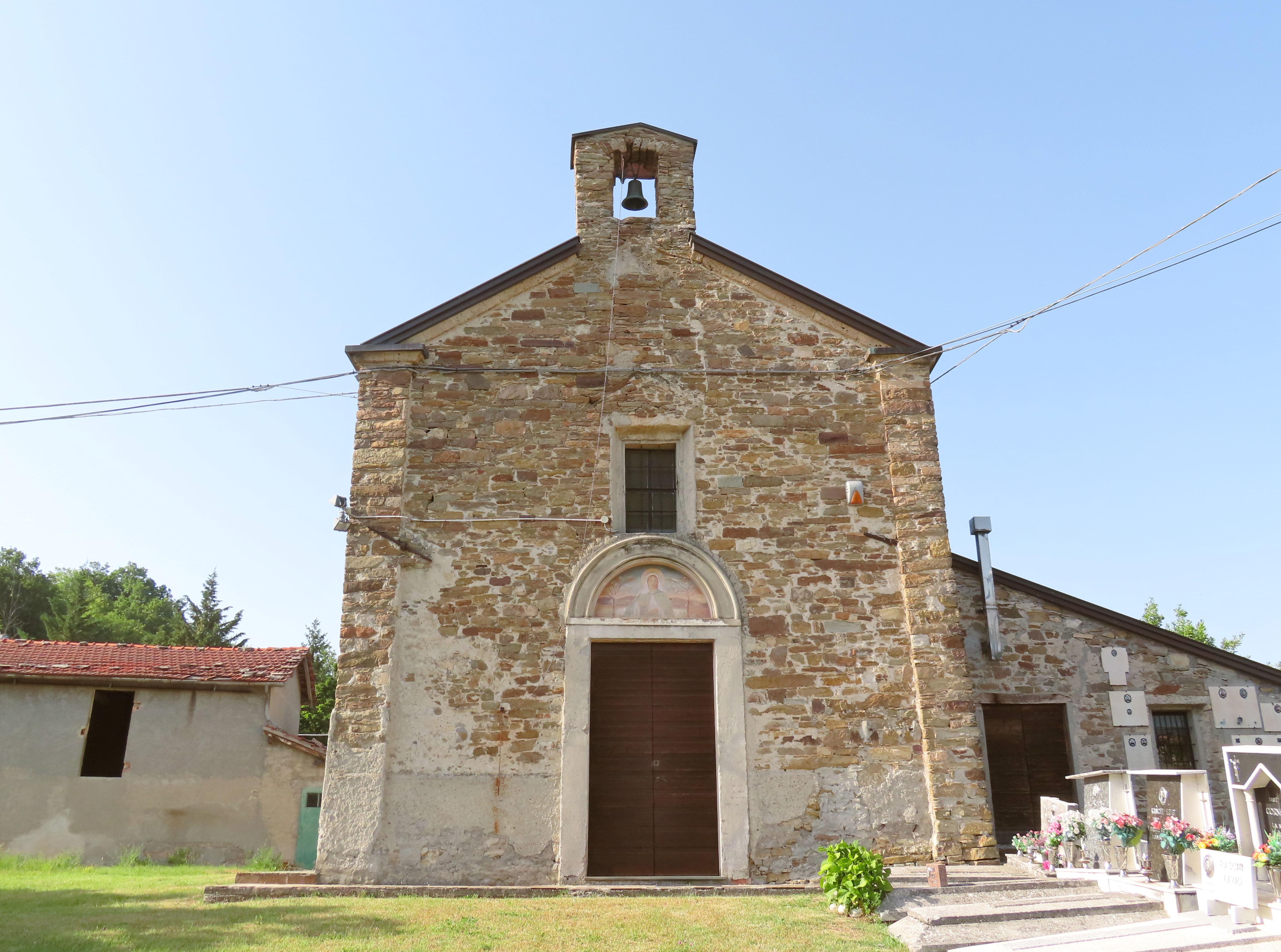
Oratorio di Santa Maria della Neve

Costruito all'incirca nel 1497, l'oratorio di Curatico fu affidato alla cura dei Servi di Maria di Parma, che vi costruirono accanto un monastero, distrutto da una frana nel 1670; affidato successivamente a un cappellano, il piccolo edificio tardo-medievale fu sopraelevato e decorato internamente in forme barocche nel corso del XVII secolo; elevato a santuario mariano intitolato alla Madonna della Neve, fu ristrutturato intorno al 2000. L'edificio, rivestito esternamente in pietra, è affiancato da due cappelle.

### Architetture militari

#### Castello di Corniglio

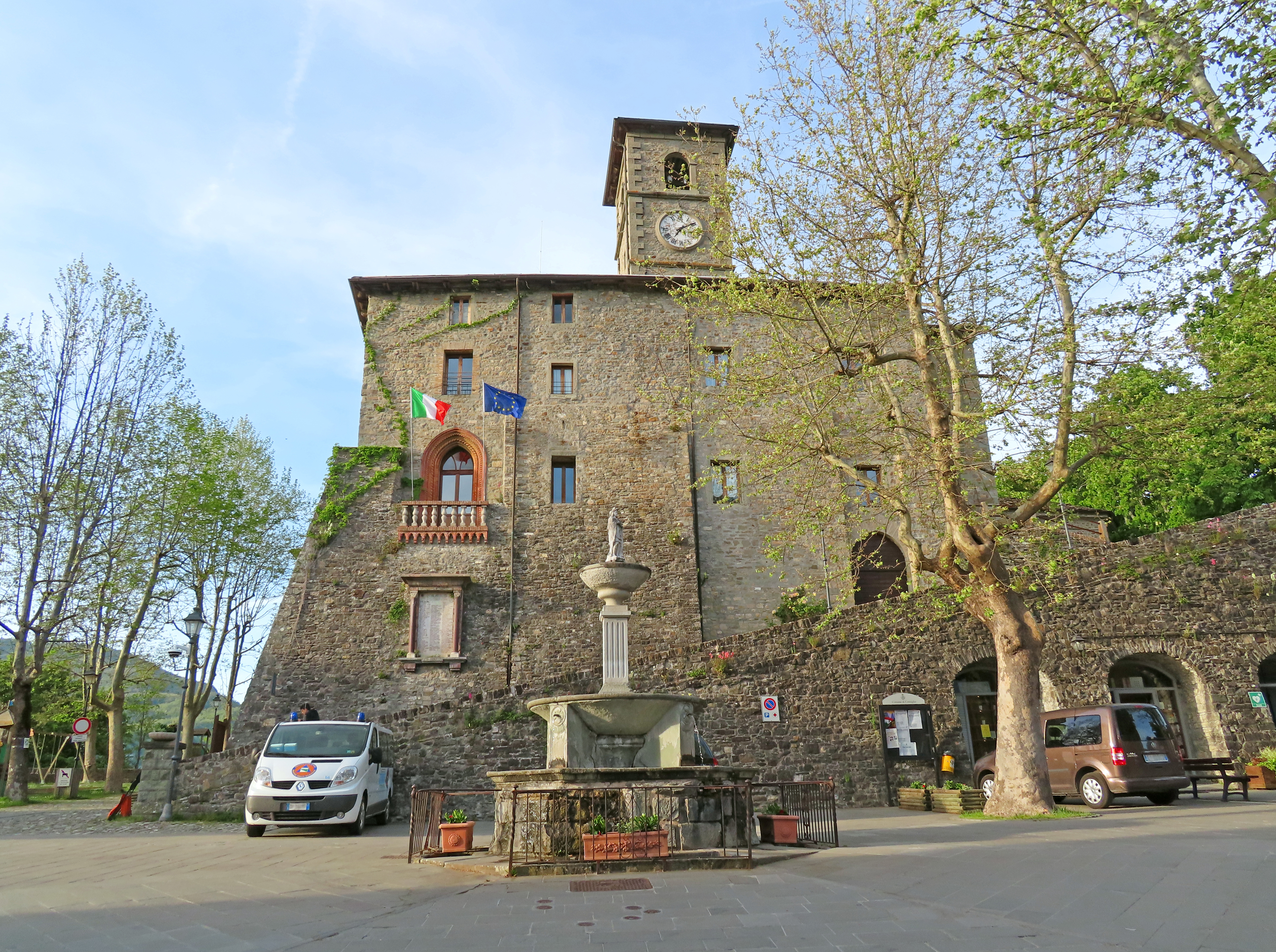
Castello

Menzionato per la prima volta nel 1240, fu utilizzato prima dalla Chiesa di Parma nella persona del vescovo Ugolino de' Rossi), che lo trasmise poi al nipote Giacomo. Conquistato poi da Ludovico il Moro, fu ceduto a Pietro Francesco Visconti di Saliceto, per poi tornare nelle mani dei Rossi nel 1521, al quale rimase fino al 1594, quando fu confiscato da Ranuccio I Farnese, divenendo possedimento ducale. Nel 1820 il castello fu donato al Comune di Corniglio, divenendone sede dal 1860.

#### Castello di Bosco di Corniglio
Edificato nel 1400, divenne di proprietà dei Rossi nel 1413, per poi passare ai Fieschi verso la fine del secolo. Tornato poi ai Rossi nel 1521, venne confiscato dalla camera ducale nel 1693. Attualmente sono visibili solo le fondamenta e i resti della torre centrale.

#### Castello di Beduzzo

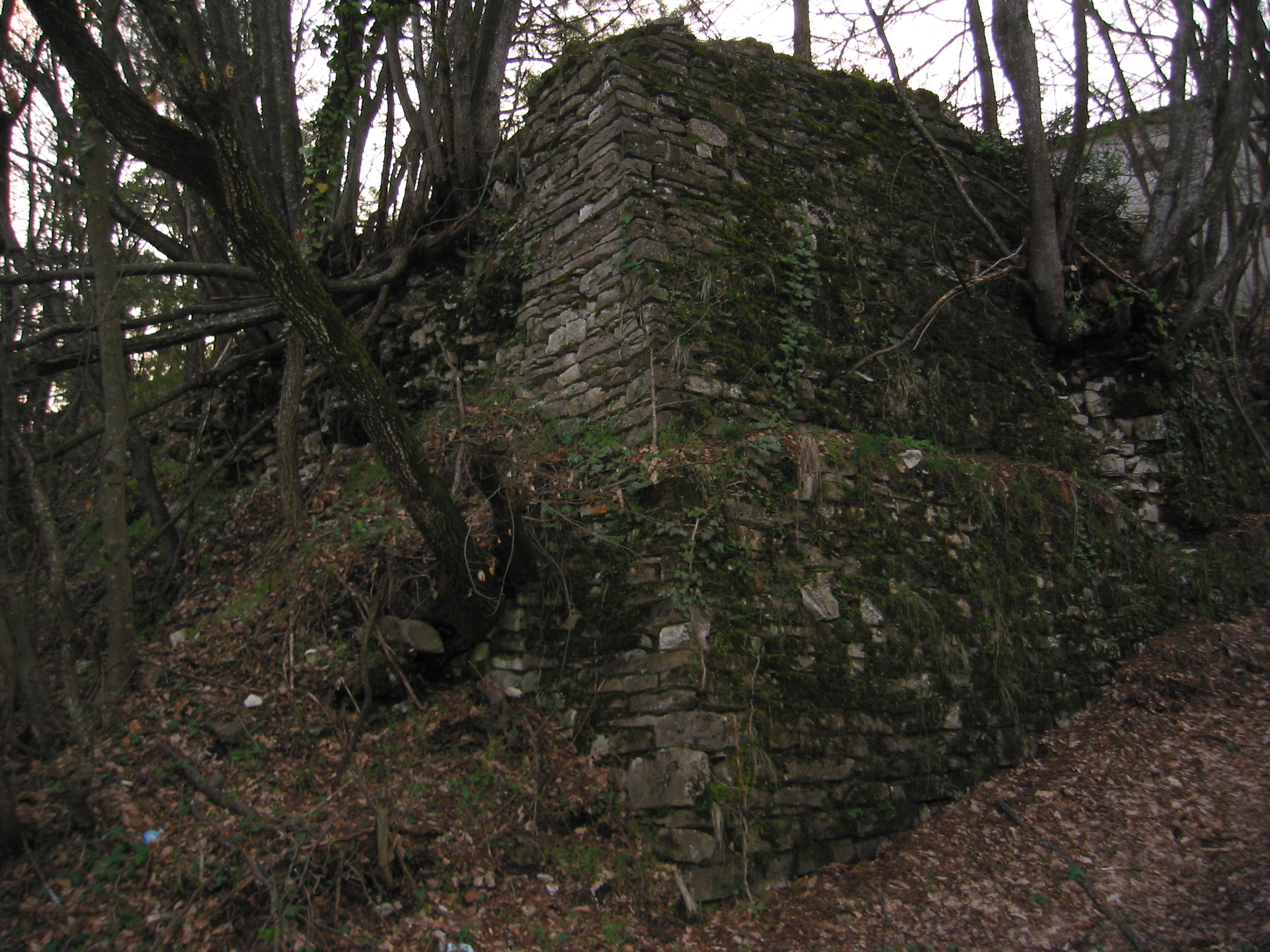
Ruderi del castello di Beduzzo

Castello del XIV secolo, era di proprietà della famiglia Terzi, investita dall'imperatore Venceslao I di Lussemburgo. Nel 1448 passò nelle mani di Pier Maria II de' Rossi. Di proprietà poi dei Visconti di Saliceto e di Galeazzo Pallavicino, tornò ai Rossi nel 1521. Confiscato poi dalla Camera Ducale di Parma, il maniero cadde in rovina e i suoi resti furono utilizzati per la costruzione della chiesa di San Prospero, che sorge dove un tempo si ergeva il castello.

#### Castello di Roccaferrara
Menzionato per la prima volta nel 1210, il castello di Roccaferrara dei da Cornazzano fu acquistato in quell'anno dai vescovi di Parma; ceduto ai Rossi nel 1355, fu conquistato nel 1482 da Obietto Fieschi; assegnato nel 1483 a Pietro Francesco Visconti di Saliceto e successivamente a Galeazzo Pallavicino, fu riconquistato nel 1521 dai Rossi, che lo mantennero quasi ininterrottamente fino alla sua confisca nel 1594 da parte del duca di Parma Ranuccio I Farnese; abbandonato da tempo, cadde sempre più in rovina, fino alla sua completa scomparsa.

### Architetture civili

#### Fontana della Lumiera
È la fontana "maestra" di Corniglio, da essa sgorga l'acqua del Rio Lumiera, piccolo affluente del torrente Parma. Venne inaugurata il 20 febbraio 1854, ha 3 vasche di crescente grandezza, ma solamente una è utilizzata. Ha 4 rubinetti e ha degli ornamenti scolpiti a forma di foglie sulle colonne dove sono attaccati i rubinetti e che sorreggono la vasca di media grandezza. Sul suo lato meridionale è stata incisa una foglia in marmo, presumibilmente come memoriale per gli Alpini.
Agli inizi del 2000, entrata ormai in stato di degrado, è stata ristrutturata per volere dell’amministrazione comunale dall’artista pontremolese Luciano Preti, che ha aggiunto, sulla vasca più alta, una statua bifronte di San Lucio e Sant’Amanzio, patroni del paese.

#### Centro storico

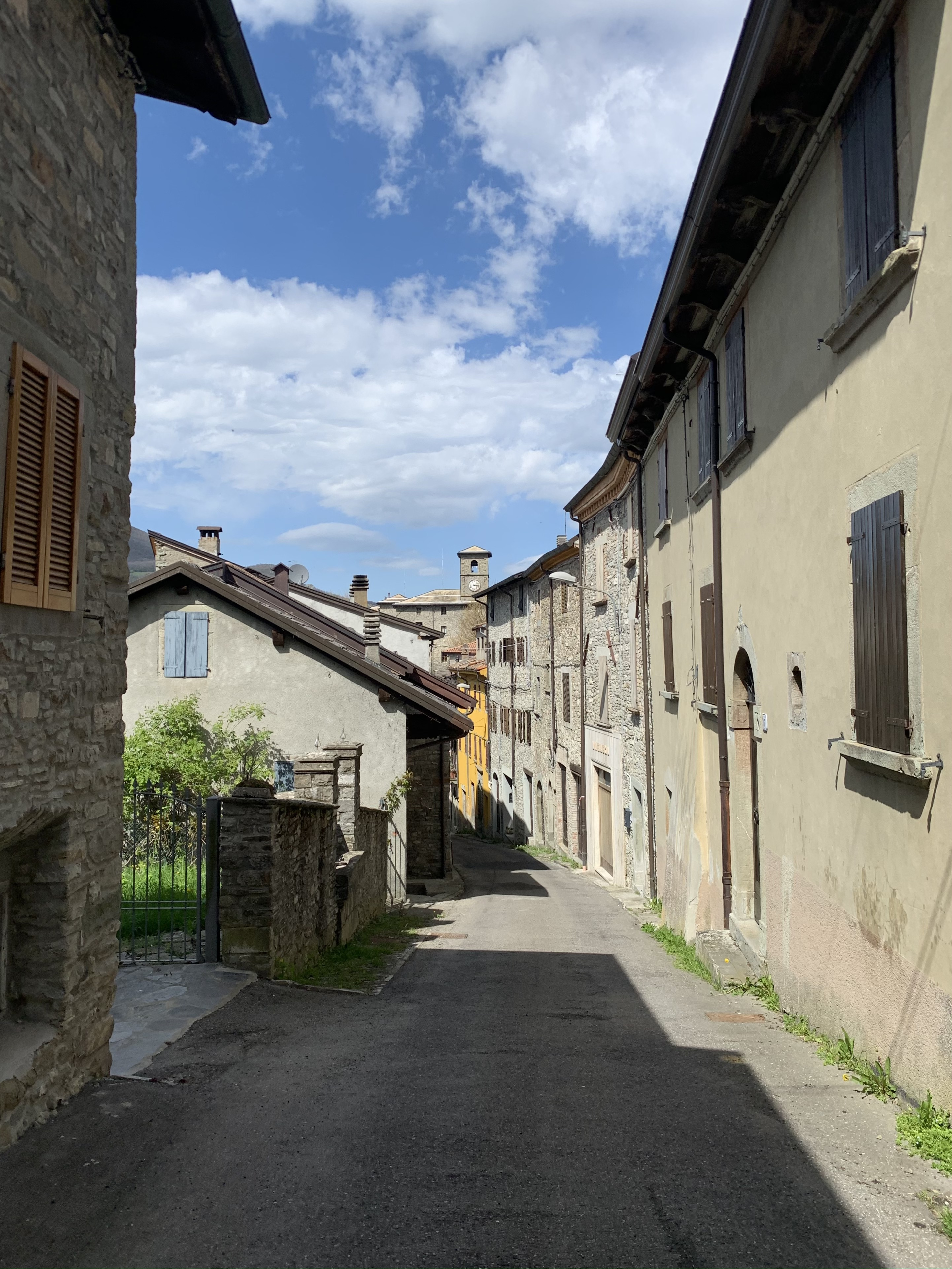
Via Roma

Il centro storico di Corniglio si sviluppa principalmente sulla piazza antistante al Castello e lungo la medioevale Via Roma. Qui è facile notare la classica disposizione medioevale delle abitazioni, che si affacciano su entrambi i lati di una via ripida e stretta. Su questi palazzi è inoltre possibile notare numerosi portali in arenaria e stemmi delle famiglie locali.

#### Lago
Piccolo gruppo di case frazione di Corniglio, a due chilometri dal capoluogo. Essendo sotto la dipendenza ecclesiastica della Parrocchia di Corniglio, poche sono le notizie storiche di questo borgo. Il nome risalirebbe molto probabilmente al fatto che, in epoca passata, vicino al paese sorgeva un laghetto, probabilmente sul corpo della frana, che con una sua successiva riattivazione lo ha ostruito e quindi fatto scomparire. Le sue uniche notizie sono dunque riferite ad una sorgente solforosa situata nella zona, ora riconducibile ad un lavatoio posto sulla strada per Canetolo. Di pregevole importanza artistico-culturale, sorge la "Casa del Prete", edificio settecentesco con un portale ad arco a tutto sesto, ornato con rose, stelle e linee orizzontali sugli stipiti, con chiave di volta un mascherone datato 1707, in cui il nome suggerisce fosse l'antica dimora di un signore della località oppure del parroco di Corniglio, in quanto alcuni provenissero da questa località.

### Altro

#### Bassorilievo del XIII secolo

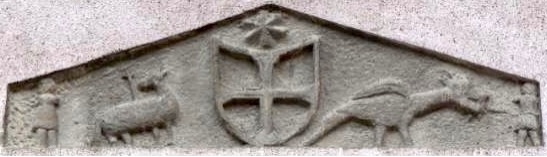
Bassorilievo medievale a Corniglio

In origine si trovava in un arco posto davanti al castello. Dopo la demolizione, avvenuta nell'800, fu posto sulla facciata di un'abitazione, dove rimase fino al 1937, eccetto un breve periodo nel 1929 quando fu asportata da alcuni giovani con l'intenzione di donarla a Gabriele D'Annunzio. Attualmente è ben visibile sulla facciata di una casa che dà sulla piazza. Il sasso misura m 1,50 x 0,60 e pesa 150 kg. Sono raffigurati, da sinistra a destra, un agnello cristiano con la croce, uno stemma a croce greca, e un guerriero intento a combattere un drago.

## Società

### Evoluzione demografica
Abitanti censiti

## Cultura

### Collezione Elena Samperi
Situata all’interno dell’ex Colonia Montana di Corniglio, accoglie circa una cinquantina di opere realizzate da Elena Samperi, nata a Genova nel 1951 da madre originaria di Mossale. Le opere rappresentano la favola illustrata, il ruolo della donna nella società, la foresta amazzonica e la sua distruzione.

### Cucina
Spongata
La spongata è un tipico dolce natalizio tipico di Corniglio, molto diffuso anche in Emilia. La ricetta varia di famiglia in famiglia, ma prevede comunque ingredienti comuni. È una torta con impasto simile alla pasta brisée, con ripieno di miele, pangrattato, burro, vino bianco, noci, pinoli, uvetta e spezie. La parte superiore della spongata viene bucherellata fittamente per facilitarne la cottura in forno e infine modellata con uno stampo di legno. La spongata di Corniglio ha ottenuto dal Ministero delle politiche agricole alimentari e forestali il riconoscimento di prodotto tipico locale.

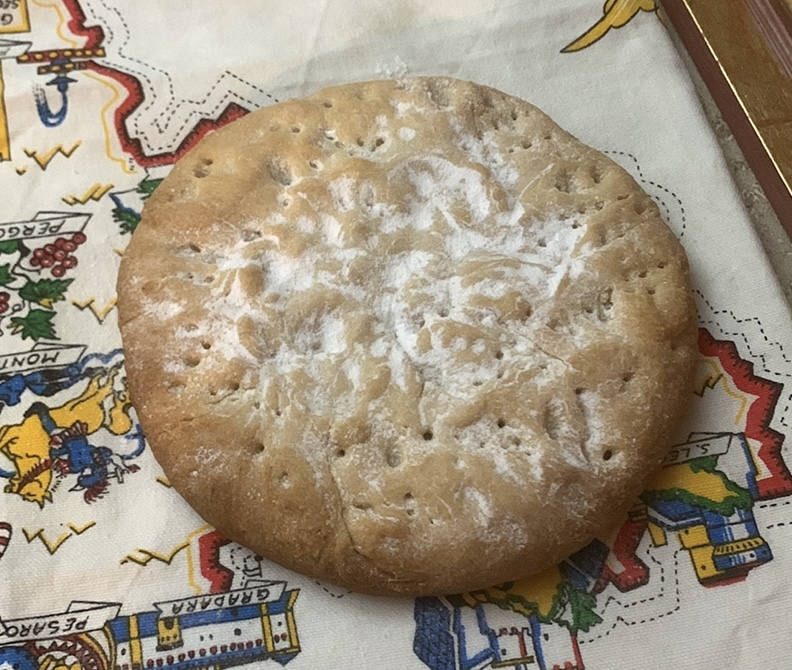
Spongata fatta in casa

Legata a tale prodotto, l’8 dicembre di ogni anno si tiene a Corniglio la “Festa della Spongata”, con numerose bancarelle che vendono il dolce tipico assieme ad altri prodotti artigianali.

## Economia
L'agricoltura si basa sulla produzione di foraggio per il settore zootecnico che comprende allevamenti di bovini, suini e ovini (è originaria del luogo la pecora Cornigliese). Le industrie presenti sono orientate prevalentemente nel settore alimentare (latte, Parmigiano-Reggiano e prosciutto di Parma) e edile. Il settore terziario copre il fabbisogno della popolazione locale. Sul territorio sono presenti numerose strutture ricettive sia per la ristorazione che per il soggiorno.

### Turismo
Il territorio è meta di numerosi turisti estivi, offrendo un vasto panorama di sentieri sul crinale dell’Appennino Tosco-Emiliano, caratterizzato dalla presenza di numerosi laghi naturali.

## Amministrazione
Di seguito è presentata una tabella relativa alle amministrazioni che si sono succedute in questo comune.
| Periodo          | Periodo          | Primo cittadino      | Partito                                                 | Carica                  | Note   |
| ---------------- | ---------------- | -------------------- | ------------------------------------------------------- | ----------------------- | ------ |
| 1867             | 1875             | Antonio Albertelli   |                                                         | Sindaco                 |        |
| 1875             | 1878             | Biagio Zanni         |                                                         | Sindaco                 |        |
| 1878             | 1879             | Francesco Magnani    |                                                         | Sindaco                 |        |
| 1889             | 1892             | Giuseppe Guadagnini  |                                                         | Sindaco                 |        |
| 1892             | 1898             | Paolo Ferrari        |                                                         | Sindaco                 |        |
| 1898             | 1998             | Alfredo Lusignoli    |                                                         | Commissario Prefettizio |        |
| 1898             | 1904             | Aldo Albertelli      |                                                         | Sindaco                 |        |
| 1905             | 1909             | Manlio Magnani       |                                                         | Sindaco                 |        |
| 1909             | 1910             | Domenico Cortesi     |                                                         | Sindaco                 |        |
| 1910             | 1914             | Giovanni Baratta     |                                                         | Sindaco                 |        |
| 1914             | 1919             | Aldo Albertelli      |                                                         | Sindaco                 |        |
| 6 dicembre 1919  | 15 dicembre 1919 | Domenico Cavazzoni   |                                                         | Commissario Prefettizio |        |
| 15 dicembre 1919 | 13 novembre 1920 | Giulio Turrini       |                                                         | Commissario Prefettizio |        |
| 13 novembre 1920 | 28 novembre 1920 | Giuseppe Donnini     |                                                         | Sindaco                 |        |
| 28 novembre 1920 | 14 gennaio 1923  | Quinto Ghirardini    |                                                         | Sindaco                 |        |
| 31 maggio 1923   | 9 agosto 1923    | Antonio Cavalli      |                                                         | Sindaco                 |        |
| 9 agosto 1923    | 19 aprile 1924   | Adolfo Franci        |                                                         | Commissario Prefettizio |        |
| 19 aprile 1924   | 20 aprile 1925   | Giuseppe Magnani     |                                                         | Commissario Prefettizio |        |
| 20 aprile 1925   | 13 maggio 1927   | Faliero Pizzati      |                                                         | Sindaco                 |        |
| 13 maggio 1927   | 3 marzo 1932     | Eugenio Cavalli      |                                                         | Podestà                 |        |
| 3 marzo 1932     | 30 luglio 1932   | Roberto Fradella     |                                                         | Commissario Prefettizio |        |
| 30 luglio 1932   | 26 agosto 1932   | Egidio Borghini      |                                                         | Commissario Prefettizio |        |
| 26 agosto 1932   | 12 febbraio 1933 | Quinto Ghirardini    |                                                         | Commissario Prefettizio |        |
| 12 febbraio 1933 | 30 gennaio 1937  | Faliero Pizzati      |                                                         | Podestà                 |        |
| 30 gennaio 1937  | 4 settembre 1943 | Antonio Guidi        |                                                         | Podestà                 |        |
| 4 settembre 1943 | ottobre 1943     | Giuseppe Silvani     |                                                         | Podestà                 |        |
| ottobre 1943     | 15 febbraio 1944 | Antonio Guidi        |                                                         | Podestà                 |        |
| 15 febbraio 1944 | aprile 1944      | Guido Aldi           |                                                         | Commissario Prefettizio |        |
| aprile 1944      | 9 dicembre 1944  | Carlo Casales        |                                                         | Commissario Prefettizio |        |
| 9 dicembre 1944  | 21 luglio 1945   | Arnaldo Carrescia    |                                                         | Commissario Prefettizio |        |
| 21 luglio 1945   | 13 giugno 1951   | Telesforo Ferrari    |                                                         | Sindaco                 |        |
| 1951             | 1960             | Lorenzo Pizzati      |                                                         | Sindaco                 |        |
| 1960             | 1975             | Delmo Graiani        | Democrazia Cristiana                                    | Sindaco                 |        |
| 1975             | 1980             | Giorgio Ghirardini   | Partito Socialista Democratico Italiano                 | Sindaco                 |        |
| 1980             | 1º giugno 1990   | Giuliano Zucchellini | Democrazia Cristiana                                    | Sindaco                 | [ 58 ] |
| 11 giugno 1990   | 24 aprile 1995   | Dalmazio Guidi       | Partito Socialista Democratico Italiano                 | Sindaco                 | [ 58 ] |
| 24 aprile 1995   | 14 giugno 1999   | Ulisse Ferrari       | centro-sinistra                                         | Sindaco                 | [ 58 ] |
| 14 giugno 1999   | 14 giugno 2004   | Ulisse Ferrari       | centro-sinistra                                         | Sindaco                 | [ 58 ] |
| 14 giugno 2004   | 8 giugno 2009    | Giovanni Pellegri    | lista civica di centro-destra                           | Sindaco                 | [ 58 ] |
| 8 giugno 2009    | 26 maggio 2014   | Massimo De Matteis   | lista civica di centro-destra: “Corniglio Vuole Vivere” | Sindaco                 | [ 58 ] |
| 26 maggio 2014   | 27 maggio 2019   | Giuseppe Delsante    | lista civica di centrosinistra: "Corniglio in comune"   | Sindaco                 | [ 58 ] |
| 27 maggio 2019   | 10 giugno 2024   | Giuseppe Delsante    | lista civica di centrosinistra: "Corniglio in comune"   | Sindaco                 | [ 58 ] |
| 10 giugno 2024   | in carica        | Paolo Quagliaroli    | lista civica di centro-destra: "Alta Val Parma Civica"  | Sindaco                 |        |

### Gemellaggi
- Corniglia

### Altre informazioni amministrative
Il Comune di Corniglio fa parte dell'Unione Montana Appennino Parma Est, formata dai comuni di Monchio Delle Corti, Tizzano Val Parma, Palanzano, Neviano degli Arduini, Langhirano e Lesignano de Bagni